# 小林幸子
小林 幸子（こばやし さちこ、1953年（昭和28年）12月5日 - ）は、日本の歌手、YouTuber。本名は林 幸子（旧姓・小林）。幸子プロモーション所属。代表曲に「おもいで酒」「雪椿」などがある。豪華な衣装は平成期紅白歌合戦の名物となった。

## 来歴
新潟県新潟市（現在の新潟市中央区）出身。1963年、9歳の時にTBSテレビ『歌まね読本』にてグランドチャンピオンとなり、作曲家の古賀政男にスカウトされる。
翌1964年には新潟市内で肉屋を営んでいた家族とともに上京して古賀事務所に所属。古賀作曲の『ウソツキ鴎』でデビューした。同曲は20万枚のヒットとなる。
1966年から1968年まで日本テレビ『九ちゃん!』に「チビッコトリオ」としてレギュラー出演。
1968年にはNET（現：テレビ朝日）で放映された青春ドラマ『青い太陽』に主演、背泳ぎでオリンピック出場を目指す女学生を演じ、同作の主題歌と挿入歌も歌唱。「第2の美空ひばり」と騒がれたが、歌手業ではヒット曲が続かず、美空の母親から嫌悪され（後に和解）仕事が激減。その後10年の長い不遇が続く。
低迷期には一人で全国各地を行脚した。昼間は各地の興行を行いながら地元のレコード店やラジオ局、有線放送局などへのキャンペーンを行い、夜は飲み屋やキャバレーで泥酔客に絡まれながらも歌い続けた。またこの間（1969年度）NHK総合『チャンスだピンチだ』のアシスタント司会を務めていた。
『週刊平凡』（マガジンハウス）1971年1月14日号で、東京銀座]の高級クラブ「ピロポ」でホステスとして働いていると報じられた。小林は「ホステスなんてとんでもない」と否定したが、実際は1970年12月7日から週2日程度、店で歌いつつ、席に着いて接客をしていた。
その間には小林幸子（日本コロムビア）→小林さち子（ビクターエンタテインメント）→岡真由美（テイチク）→小林幸子（ワーナー・パイオニア）と幾度も改名したりレコード会社を移籍したりした。過去にはサンミュージックプロダクションにも所属していた。
1974年、第一プロダクションに移籍。1977年には雑誌『週刊プレイボーイ』『平凡パンチ』にてセミヌードを披露する。1979年に『おもいで酒』が有線放送から徐々に知名度を上げ、200万枚の大ヒットを記録。同年『第30回NHK紅白歌合戦』（NHK総合・ラジオ第1）にて紅白初出場を果たす（詳細はNHK紅白歌合戦出場歴を参照）。全日本有線放送大賞グランプリ、第21回日本レコード大賞の最優秀歌唱賞を受賞。
1980年には『とまり木』もヒット。その後も『ふたりはひとり』『もしかしてPartII』（美樹克彦とのデュエット曲）『雪椿』などのヒットに恵まれた。
1987年、第一プロダクションから違約金2億円で独立し、個人事務所の幸子プロモーションを設立。1993年、歌手生活30周年を迎えNHKホールにて記念リサイタルを行った。1996年、ワーナーミュージック・ジャパンが演歌部門から撤退したことに伴い、古巣の日本コロムビアに移籍。
1997年、テレビ東京系『ポケットモンスター』のエンディングテーマソング『ポケットにファンタジー』を担当。同年にはイマクニ?、レイモンド・ジョンソンとのユニット「スズキサン」として『とりかえっこプリーズ』を発売。ポケモンカードゲームのCMソングに採用された。
1998年、芸能生活35周年を迎える。ブルーノート東京にて、演歌歌手としては初のライブ「35th ANNIVERSARY Boogie&Blues」を開催。『劇場版ポケットモンスター ミュウツーの逆襲』のエンディングテーマソング『風といっしょに』を担当。20年連続出場となった同年の『第49回NHK紅白歌合戦』にて同曲を披露した。
1999年、覆面歌手「Satchomo（サッチョモ）」としてアイフルのCMソング『お地蔵サンバ』を発売。2000年、日本レコード大賞 美空ひばりメモリアル選奨受賞。2001年、『夢の涯て〜子午線の夢』で日本レコード大賞編曲賞受賞。
2003年、芸能生活40周年を迎える。親友の美川憲一とともに、京楽産業のCR「華王」のキャラクターを務める。新潟県加茂市に『雪椿』の歌碑が建立。藤田まさと賞大賞受賞。2004年、第55回NHK紅白歌合戦で自身2度目の紅組トリ、初の大トリを務めた。
2005年、新潟市・新潟県長岡市より特別感謝状を授与された。日本レコード大賞特別表彰。2006年、第27回松尾芸能賞大賞受賞。国土交通大臣より感謝状を授与。紺綬褒章を受章。2007年、長岡市に『越後絶唱』の歌碑が建立。新潟市より「新潟市観光大使」に任命。
2008年、文化庁芸術祭の大衆芸能部門で優秀賞を受賞。第59回紅白歌合戦で45周年記念曲『楼蘭』を歌唱、紅白に30回連続出場を果たす。
2009年1月1日、国立競技場にて開催された第88回天皇杯全日本サッカー選手権大会の開会式で日本の国歌『君が代』を歌唱した。伊東四朗・熱海五郎一座合同公演「日本映画頂上決戦」にゲスト出演、劇中には大婦人と呼ばれる小林幸子の顔をした高さ7メートルの大人形が登場、大婦人は公演終了後、新潟市のNEXT21に展示されている。第60回NHK紅白歌合戦に紅組歌手初の31回連続出場を果たす。
2010年1月16日と翌17日には、台湾台北市の台北国際会議中心でコンサートを行い、1993年と2006年のNHK紅白歌合戦で披露された衣装を披露した。その後、台湾政府交通部観光局から「台湾観光親善大使」に任命されている。
2011年4月7日には、同年3月11日に発生した東日本大震災で被災して避難所生活を送る被災者を激励するために福島県相馬市を慰問。5月27日にも以前から交流があった岩手県大槌町の避難所を慰問。
11月15日、再生医療などを手掛ける株式会社TESホールディングス代表取締役社長の林明男と電撃結婚。
11月20日には東日本大震災で被害を受けた岩手県陸前高田市と宮城県気仙沼市を慰問して、2004年に中越地震で被災した故郷新潟県の長岡市山古志地区（被災当時：山古志村）に所有する田んぼ「幸子田」で10月に収穫した新米「幸子の復興米」2トンを所有する大型トラックに積んで贈呈した。
2012年4月、小林は長年のビジネスパートナーであった幸子プロモーションの女性社長と専務を解雇した。この件で新曲『絆坂』は発売が無期限延期となった。
5月1日、日本財団主催の「被災地で活動した芸能人ベストサポート」 で表彰される。
8月20日、所属レコード会社の日本コロムビアとの契約解除に合意。10月予定で当初小林自身の作詞・作曲による新曲をインディーズから発売することを考えていたが、10月17日に来年のデビュー50周年記念曲としてさだまさしに製作依頼していた『茨の木』を新曲として急遽発売した。先行配信日の9月27日には都内で新曲発表と新レーベル『Sachiko Premium Records（サチコプレミアレコード）』発足を発表。34年ぶりに各地をキャンペーン廻りするなどして、2012年末までに自主製作では異例の2万枚を売り上げている。
2013年2月24日には台湾で開催される伝統行事「台湾ランタンフェスティバル 2013」の開幕式典に、国賓級の待遇で日本人歌手としては初めて招かれた。また2月22日、23日には2回目となる台湾コンサートを開催した。
6月5日、前作『茨の木』に続き、さだのプロデュースで50周年記念曲『蛍前線』を、デビュー記念日の6月5日に発売した。6月13日より、神奈川県横須賀市文化会館を皮切りにデビュー50周年記念コンサートツアーを開催した。
11月1日、横浜赤レンガ倉庫で「小林幸子&ソノダバンド LIVE〜岩谷時子を歌う」を開催してニコニコ動画で生中継された。12月31日から2014年の1月1日にかけて東京に当時あったニコファーレ内からニコニコ生放送で「ラスボス小林幸子による年越しライブ&カウントダウン」が生放送配信された。「幸子城」と銘打った衣装やさまざまな映像演出で視聴者を驚かせた。
2014年8月17日、個人サークル「5884組」として第86回コミックマーケットに参加した。小林自らブースに立ってミニアルバムCD『さちさちにしてあげる♪』を頒布し、約2時間40分で用意していた限定1500枚のCDが完売した。急遽9月17日に全国のアニメイト各店及びアニメイトオンラインショップにて限定発売され、iTunesアルバム総合ランキングでも10位を記録した。
11月17日には50周年記念コンサートのツアーファイナルとしてデビュー以来初めての日本武道館コンサート「50周年記念小林幸子in武道館〜夢の世界〜」を開催。過去に紅白歌合戦で使った豪華衣装3点を持ち込み、1993年の「ペガサス」、2006年の「火の鳥」、2010年の「母鶴」を再披露した。イルカがデザイン&プロデュースした振り袖を含む合計13パターンの衣装を用意して度々衣装チェンジを行いながら新曲『越後に眠る』など全27曲を歌った。当日の公演の模様はニコニコ動画により生放送された。
2015年、母校である新潟市立栄小学校を含む4校が統合して4月に新設される新潟市立日和山小学校の校歌を作詞・作曲。歌詞には統合でなくなってしまう4校の校名を取り入れている。
3月22日、埼玉県所沢市の西武園ゆうえんち「西武園ゆうえんちイルミージュ点灯式」に出席して、1000本の桜がある同遊園地で『千本桜』を歌唱した。
4月25日、千葉市の幕張メッセで開催のイベント「ニコニコ超会議2015」でプロレスデビュー。対戦相手のボブ・サップと男色ディーノのタッグから、必殺技「ラスボス旋風」でフォール勝ち。ニコニコ動画により生放送された。
5月9日、奈良市の薬師寺で「世界遺産復興祈願」コンサートを開催。
6月29日には「にいがた発信プロジェクト」の一環として、PRソング『にいがた☆JIMAN!』を「Negicco feat.小林幸子」名義で発表（小西康陽プロデュース）。
7月27日、小林の声を元にして制作されたVOCALOID4対応のボーカル音源「Sachiko」発売。
8月16日、コミックマーケット（コミケ）88に「5884組」（こばやしぐみ）の団体名でサークル参加した。ミニアルバムCD『さちへんげ』は約2時間40分で限定2500枚が完売した。
10月11日、中川翔子のコンサートツアー東京公演にサプライズで登場して、中川とコラボユニットを組んで「しょこたん▼さっちゃん」として10月28日にシングル『無限∞ブランノワール』を発売前に初披露。
2016年、3月25日に催されたTBSラジオ『大沢悠里のゆうゆうワイド』放送終了に伴う聴取者への感謝コンサートに出演。
4月10日放送分から、NHK BSプレミアム『ワラッチャオ!』の「アレンジ演歌道」のコーナーをうたのおねえさん役で担当。
10月よりジャパンエフエムネットワークのラジオ番組『ニコラジパーク』月曜をドグマ風見と担当。
10月19日には、発売当初にプロモーションを務めたポケモンカードの20周年記念イベントに出演し、特別ライブが実施された。
また、「Mサチコex」というプロモーションカードが制作され、イベント参加者に配布された。
2017年、第1回ももいろ歌合戦に出場し、かつての紅白歌合戦と同様の豪華衣装で歌唱。
2019年9月24日、極秘で右目の網膜剥離の緊急手術を受けた。2022年時点では少しずつよくなっているが、完全には戻っておらず、その分使う左目が「とても疲れてしまう」という。同年10月10日に長岡市の山古志地域にある「小林幸子田」で行った稲穂の脱穀作業に中川翔子と一緒に訪れて、白い眼帯を付けて手術の経過等の記者会見に応じた。
2020年8月には松岡充とユニット「シロクマ」を結成して、松岡が『しろくろましろ』を作詞作曲プロデュース。2人がデュエットした同曲は、8月9日に先行配信で10月7日にCD発売。12月、文化庁長官表彰。
10月17日　西武台湾デーに合わせてメットライフドームで開催された埼玉西武ライオンズ×オリックス・バファローズ戦の始球式に豪華衣装で登場。2009年紅白衣装「メガ幸子」が台湾などで信仰される媽祖（まそ）に似ていることから地元民に存在を知られるようになった。
12月17日、東京都内で「文化庁長官表彰 授賞式」に出席。「長年にわたり、歌手として活躍するとともに、音楽文化の普及に努め、芸術文化の振興に多大な貢献をした」として評価が認められ受賞した。
2021年6月5日、東京オリンピック聖火リレーの新潟県PRランナーとして同県新潟市の最終ランナーとして走行。同日は自身の芸能生活57年目のデビュー記念日でもあり「いろんな思いと涙が溢れ、感謝の1日」とコメントした。翌6日は地元新潟でNHKのど自慢に出演。『しろくろましろ』を歌唱した。
11月15日、林氏と結婚し10周年を迎えた。結婚当時は互いに多忙で挙式をあげなかったため、小林と親交のある夏木マリがプロデュースし10周年を祝った。
2022年7月8日、新型コロナウイルスに感染。陽性が確認されたとSNSで発表した。症状は軽症。後に体調は回復。
2023年5月6日、小林を主人公にした異世界漫画『異世界小林幸子〜ラスボス降臨！〜』が、月刊少女漫画雑誌『ミステリーボニータ』7月号より連載されることが発表され、6月6日発売の同号より2025年7月4日発売の7月号まで連載された。幸子プロモーションが監修を務め、脚本を猪原賽、作画を國立アルバが手掛ける。

## 紅白歌合戦におけるエピソード
小林は基本的にその年に発表した楽曲を歌唱している。
2000年の紅白に出場した際、「豪華衣装での出演は今回が最後」と公言したが、翌2001年も花をテーマに『Flower of dream』と題し、小林自身が花弁に扮し、自身の下に大人数を据えた豪華衣装を披露した。これは大型舞台装置を止めて人力に替えたというのが真相である。さらに、その次の2002年には大型舞台装置も復活した。
- この時の小林の発言が「豪華衣装封印」とも取れるものであったため、「何故、豪華衣装を止めると言ったのに止めないのか?」「演歌歌手は嘘吐きが多い」と和田アキ子が発言し話題を集めた[23][注 4]。この時は多くの演歌歌手仲間のほかに松山千春やさだまさしらも小林に同情的な発言をした。
- 和田は続けて「出場歌手が発表されていないにも関わらず、どうして衣装制作ができるのか?」「もし、出場できなかったら、あの衣装はどうするのか?」「あれは衣装じゃなくて舞台装置」などと、豪華衣装があるが故に事実上小林の紅白出場が確約状態にあることに不満を示し批判していた。小林いわく「（紅白の衣装は）見ている人に楽しんでもらおうと思ってやっている」「（紅白に）もし出場できなかったらコンサートで着ます」「アッコちゃんは私よりも年上だけど、芸能界では私が先輩なんですから、陰でコソコソ言わないで何か意見を言いたいのならば直にはっきりと私に言いに来たらいいのに」とインタビューなどで反論している。なお、和田は1980年代から小林のことをたびたび批判しているが、小林本人の前では一切批判は行わない[24]。小林の個人事務所・幸子プロモーション関係者も、小林が紅白落選した場合について「（豪華衣装は）こちらが勝手に用意したものなので文句は言えない」と週刊誌にてコメントしていた。
- 2003年の紅白で巨大衣装が電気トラブルで正常に作動せず、3つの羽根のうち2つが動かなかったが、このトラブルに動じる様子を見せずに歌い切った。この原因は舞台袖のコンセントが抜けていたことである。当時NHKのアナウンサーだった宮本隆治は、事故直後にコンセントが抜けた装置を囲んでスタッフが腕組みする光景を舞台袖で目撃している[25]。
- 2004年の紅白出場に当たっては、同年の新潟県中越地震（10月23日）発生後、小林は「辛く悲しい地震で苦労している方々の気持ちを思うと、自分が煌びやかな衣裳で歌を歌うわけにはいかない」と語り、シンプルな和服に身を包んで、新潟を舞台にした『雪椿』で初の組長を務めた。
- それから3年後の新潟県中越沖地震（2007年7月16日）発生時も、小林は再び豪華衣装の封印を考えていたが、新潟の被災者からは「自粛しないで欲しい」との依頼が多数あり、従来通り豪華衣装を披露した。
- 紅白で使用した豪華衣装と大型舞台装置は、後になって地方のコンサートなどでもたびたび使用している。ただし、規模がNHKホールほど広くはないので、紅白使用時のままのサイズでは入りきらないため、小さめに改修して使用する。
- 1991年から2009年までの紅白における美川憲一との衣装対決は紅白恒例の話題作りとなっていた。美川とはデビュー前後に古賀政男の元で一緒にレッスン指導を受けていたため、年齢は離れているが50年以上前からプライベートでも親交がある仲良しで「憲ちゃん」「幸ちゃん」と呼び合う仲である。
- 2017年の第1回ももいろ歌合戦では2006年の紅白衣装「火の鳥」で「存在証明」を歌唱した。

## その他のエピソード
師匠の古賀からは「チビ、歌でお腹いっぱいにはならないけど、人の心を温かくすることはできるんだよ」と言われた。これが現在でも「自分の心に残る言葉」であると語っている。
「天才少女歌手・ひばり二世」として、大映映画では子役としても活躍した。共演の勝新太郎には『チビ』と呼ばれて可愛がられたという。当時9歳の子供で分別もつかなかった小林が、同期の都はるみと楽屋内で騒いでいたところ、ある先輩歌手が激怒し、島倉千代子にすぐに注意して来るよう命じた。島倉は「お幸、楽屋というところはお仕事をする場所でもあるし、ステージに立つ前の神聖な場所なのだから騒いだりするところじゃないのよ」と諭したという。小林はその当時から島倉のことを「母さん」と呼んで慕っており、親交が深かった。
実家の精肉店の経営が悪化し、上京してきた家族の生活を15歳で背負うことになった。その両親も2001年に母が急逝、父は熱海市にある介護施設に入り2006年に旅立った。
後輩歌手の柏原芳恵を妹のように可愛がっている。柏原は「幸子姉さんには落ち込んでいる時に精神的に助けて頂いた」と感謝の念を述べている。また小林も「芳恵ちゃんはデビュー当時から変わらぬ初々しさで、とても可愛く、本当の妹のように思っている」と返した。カルーセル麻紀は小林の豪華衣装を借用して自身のステージ等で披露するほど仲が良い。八代亜紀も45年に渡る交流があり、2024年3月26日に開かれた八代のお別れの会参加後にマスコミ各社のインタビューに涙を流しながらコメントを残している。
さだまさしとはレコード会社のワーナー・パイオニアが一緒だった事から所属当初から40年来の大親友で兄妹のようにプライベートでもたいへん親交が深く、1993年の『約束』、2012年の『茨の木』、2013年の『蛍前線』はさだの制作曲である。芸能界では小林が先輩だが一歳年下のためにさだのことを『まさ兄』、『お兄ちゃん』などと呼び慕っており、さいたまスーパーアリーナで行われた「さだまさし還暦バースデーコンサート」には総勢60人のゲストの中の1人として出演した。さだは小林を『幸』、『幸ちゃん』などと呼んでいるという。
また、2010年代よりNHK紅白歌合戦での衣装の派手さが「まるでラスボス(ゲーム等における最大の敵・ボスキャラクター)のようだ」として、ニコニコ動画ユーザーを中心とする若年層ファンから「ラスボス」と呼ばれ、本人も面白がっているという。2013年9月には、ニコニコ動画に動画を初投稿した。
2018年4月より「バーチャルグランドマザー小林幸子」としてバーチャルYouTuberとしての活動も行っている。
漫画家の小林まことや女優の塩崎沙織とは親戚である。
新型コロナウイルスによる業務縮小として自身の公式ファンクラブ「幸子プレミアムクラブ」新規会員の募集を2020年から休止、2023年7月より再始動するにあたって、会員特典を一部変更するなどして59年目のデビュー記念日の6月5日より会員の募集を開始した。既存の会員も新たに入会し直さなければならないという新体制となる。
ステージ衣装とは違い、宝石やブランド品の私物はあまり持っていない。宝物は猫で、2024年現在はラグドールとアメリカンショートヘアーを飼っている。アメショーの名前は「じゃこ」で普通のアメショーより大きい。

## プロレスラーとして

### エピソード
- 2015年4月25日、幕張メッセにて開催されたニコニコ超プロレスでデビュー。佐々木健介とタッグを組みボブ・サップ・男色ディーノ組と対戦し、自らラスボス固めでボブ・サップからフォール勝ちをおさめた[34]。

## ディスコグラフィ

### シングル
- 一部の作品は小林幸子以外の名義でリリースされている。
  - 小林さち子名義：16枚目「お好きな時に」〜22枚目「恋地獄未練ばなし」
  - 岡真由美名義：23枚目「秋」
  - SACHIKO de KOBAYASHI名義：50枚目「涙の数だけ着飾って」
  - サッチョモ名義：60枚目「お地蔵サンバ」
  - こばやしさちこ名義：62枚目「さよならありがとう」、65枚目「元気でいてね」
  - 小林幸子 with 女子十二楽坊名義：77枚目「楼蘭」

| #  | 発売日          | 曲順 | タイトル                                      | 作詞           | 作曲                  | 編曲                       | レーベル                | 規格品番   |
| -- | --------------- | ---- | --------------------------------------------- | -------------- | --------------------- | -------------------------- | ----------------------- | ---------- |
| 1  | 1964年 6月5日   | A面  | ウソツキ鴎                                    | 西沢爽         | 古賀政男              | 佐伯亮                     | 日本 コロムビア         | SAS-271    |
| 1  | 1964年 6月5日   | B面  | チビッコ三度笠                                | 西沢爽         | 古賀政男              | 佐伯亮                     | 日本 コロムビア         | SAS-271    |
| 2  | 1964年 9月      | A面  | 母恋いおけさ                                  | 西沢爽         | 古賀政男              | 佐伯亮                     | 日本 コロムビア         | SAS-328    |
| 2  | 1964年 9月      | B面  | チビッコ天使                                  | 西沢爽         | 古賀政男              | 佐伯亮                     | 日本 コロムビア         | SAS-328    |
| 3  | 1964年 11月     | A面  | 私しゃみなしご角兵ヱ獅子                      | 西沢爽         | 古賀政男              | 佐伯亮                     | 日本 コロムビア         | SAS-363    |
| 3  | 1964年 11月     | B面  | 裏町の幸福                                    | 関沢新一       | 古賀政男              | 佐伯亮                     | 日本 コロムビア         | SAS-363    |
| 4  | 1965年 1月      | A面  | 花笠むすめ                                    | 西沢爽         | 古賀政男              | 佐伯亮                     | 日本 コロムビア         | SAS-406    |
| 4  | 1965年 1月      | B面  | さみしがりやのマドロスさん                    | 西沢爽         | 古賀政男              | 佐伯亮                     | 日本 コロムビア         | SAS-406    |
| 5  | 1965年 3月      | A面  | 小楠公                                        | 西沢爽         | 古賀政男              | 佐伯亮                     | 日本 コロムビア         | SAS-442    |
| 5  | 1965年 3月      | B面  | チビッコ船頭さん                              | 西沢爽         | 古賀政男              | 佐伯亮                     | 日本 コロムビア         | SAS-442    |
| 6  | 1965年 5月      | A面  | ちびっ子数え唄                                | 西沢爽         | 古賀政男              | 佐伯亮                     | 日本 コロムビア         | SAS-485    |
| 6  | 1965年 5月      | B面  | 母恋三度笠                                    | 西沢爽         | 古賀政男              | 佐伯亮                     | 日本 コロムビア         | SAS-485    |
| 7  | 1965年 7月      | A面  | ちびっ子役者                                  | 西沢爽         | 古賀政男              | 佐伯亮                     | 日本 コロムビア         | SAS-524    |
| 7  | 1965年 7月      | B面  | むすめ大漁歌い込み                            | 西沢爽         | 古賀政男              | 佐伯亮                     | 日本 コロムビア         | SAS-524    |
| 8  | 1965年 9月      | A面  | 夕焼け小僧                                    | 能美博         | 山本丈晴              | 伊藤祐春                   | 日本 コロムビア         | SAS-568    |
| 8  | 1965年 9月      | B面  | 汐鳴り三里                                    | 西沢爽         | 古賀政男              | 佐伯亮                     | 日本 コロムビア         | SAS-568    |
| 9  | 1965年 11月     | A面  | サヨナラ波止場は午后三時                      | 西沢爽         | 市川昭介              | 市川昭介                   | 日本 コロムビア         | SAS-614    |
| 9  | 1965年 11月     | B面  | つんつん燕が来る波止場                        | 西沢爽         | 市川昭介              | 市川昭介                   | 日本 コロムビア         | SAS-614    |
| 10 | 1966年 2月      | A面  | 出稼ぎ父ちゃんの歌                            | 西沢爽         | 山本丈晴              | 伊藤祐春                   | 日本 コロムビア         | SAS-646    |
| 10 | 1966年 2月      | B面  | 烏がカアカア雀がチュン                        | 西沢爽         | 山本丈晴              | 伊藤祐春                   | 日本 コロムビア         | SAS-646    |
| 11 | 1966年 6月      | A面  | 山びこ少女                                    | 石本美由起     | 市川昭介              | 市川昭介                   | 日本 コロムビア         | SAS-723    |
| 11 | 1966年 6月      | B面  | 親なし雀                                      | 石本美由起     | 市川昭介              | 市川昭介                   | 日本 コロムビア         | SAS-723    |
| 12 | 1966年 11月     | A面  | 潮来十三夜                                    | 西沢爽         | 山本丈晴              | 佐伯亮                     | 日本 コロムビア         | SAS-799    |
| 12 | 1966年 11月     | B面  | 海が真赤に泣いている                          | 西沢爽         | 山本丈晴              | 佐伯亮                     | 日本 コロムビア         | SAS-799    |
| 13 | 1967年 1月      | A面  | 太陽は教える                                  | 宮原ハツ       | 古賀政男              | 佐伯亮                     | 日本 コロムビア         | PES-7024   |
| 13 | 1967年 1月      | B面  | 行進曲 太陽は教える                           | -              | 古賀政男              | 佐伯亮                     | 日本 コロムビア         | PES-7024   |
| 14 | 1967年 8月      | A面  | たんぽぽの丘                                  | 関沢新一       | 山本丈晴              | 佐伯亮                     | 日本 コロムビア         | SAS-921    |
| 14 | 1967年 8月      | B面  | 兄ちゃんは東京へ                              | 関沢新一       | 山本丈晴              | 佐伯亮                     | 日本 コロムビア         | SAS-921    |
| 15 | 1968年 4月      | A面  | 青い太陽                                      | 佐伯千秋       | 菊池俊輔              | 菊池俊輔                   | 日本 コロムビア         | SAS-1095   |
| 15 | 1968年 4月      | B面  | 若い生命                                      | 丘灯至夫       | 大西修                | 大西修                     | 日本 コロムビア         | SAS-1095   |
| 16 | 1969年 11月     | A面  | お好きな時に                                  | なかにし礼     | 鈴木邦彦              | 川口真                     | ビクター                | SV-911     |
| 16 | 1969年 11月     | B面  | 髪をほどいて                                  | なかにし礼     | 鈴木邦彦              | 川口真                     | ビクター                | SV-911     |
| 17 | 1970年 2月      | A面  | わがままな貴方                                | なかにし礼     | 鈴木邦彦              | 鈴木邦彦                   | ビクター                | SV-2024    |
| 17 | 1970年 2月      | B面  | 指輪を返しましょう                            | なかにし礼     | 鈴木邦彦              | 鈴木邦彦                   | ビクター                | SV-2024    |
| 18 | 1970年 8月      | A面  | こまらせたいの                                | 有馬三恵子     | 鈴木淳                | 川口真                     | ビクター                | SV-2068    |
| 18 | 1970年 8月      | B面  | なぜか淋しいの                                | 丹古晴己       | 鈴木淳                | 船木謙一                   | ビクター                | SV-2068    |
| 19 | 1971年 4月      | A面  | なぜか恋しくて                                | 山口あかり     | 鈴木淳                | 船木謙一                   | ビクター                | SV-2147    |
| 19 | 1971年 4月      | B面  | 帰ってほしいの                                | 山口あかり     | 鈴木淳                | 船木謙一                   | ビクター                | SV-2147    |
| 20 | 1971年 9月      | A面  | やがて二十才になる女                          | 阿久悠         | 平尾昌晃              | 小谷充                     | ビクター                | SV-2191    |
| 20 | 1971年 9月      | B面  | 月見草の女                                    | 阿久悠         | 平尾昌晃              | 小谷充                     | ビクター                | SV-2191    |
| 21 | 1972年 7月      | A面  | 気まぐれなわたし                              | 今村友美       | 敏トシ                | 竹村次郎                   | ビクター                | SV-2284    |
| 21 | 1972年 7月      | B面  | 霧雨の夜                                      | 仁望智         | おおやまたかし        | 竹村次郎                   | ビクター                | SV-2284    |
| 22 | 1973年 6月      | A面  | 恋地獄未練ばなし                              | たかたかし     | 小川悠一郎            | 竜崎孝路                   | マキシム レコード       | MR-2010    |
| 22 | 1973年 6月      | B面  | ふるさともんめ                                | 上村一夫       | 竜崎孝路              | 竜崎孝路                   | マキシム レコード       | MR-2010    |
| 23 | 1976年 8月      | A面  | 秋                                            | 吉田健美       | 浜圭介                | 若草恵                     | テイチク                | RS-21      |
| 23 | 1976年 8月      | B面  | ねんね                                        | 吉田健美       | 浜圭介                | 若草恵                     | テイチク                | RS-21      |
| 24 | 1977年 8月      | A面  | 恋文列車                                      | ちあき哲也     | 杉本真人              | 若草恵                     | テイチク                | RS-65      |
| 24 | 1977年 8月      | B面  | おりおりの雨                                  | 藤公之介       | 柴田晴代              | 若草恵                     | テイチク                | RS-65      |
| 25 | 1977年 10月25日 | A面  | 男と女の曲り角                                | 喜多條忠       | 馬飼野俊一            | 馬飼野俊一                 | ワーナー                | L-180W     |
| 25 | 1977年 10月25日 | B面  | 姉様人形                                      | 喜多條忠       | 馬飼野俊一            | 馬飼野俊一                 | ワーナー                | L-180W     |
| 26 | 1978年 1月25日  | A面  | 春待ちれんげ草                                | 麻生香太郎     | 小林亜星              | 森岡賢一郎                 | ワーナー                | L-195W     |
| 26 | 1978年 1月25日  | B面  | 燃えつきるまで                                | 麻生香太郎     | 小林亜星              | 森岡賢一郎                 | ワーナー                | L-195W     |
| 27 | 1978年 6月21日  | A面  | お嫁に行くわ                                  | なかにし礼     | 馬飼野俊一            | 馬飼野俊一                 | ワーナー                | L-215W     |
| 27 | 1978年 6月21日  | B面  | 失恋模様                                      | 瀧口洋子       | 馬飼野俊一            | 馬飼野俊一                 | ワーナー                | L-215W     |
| 28 | 1979年 1月25日  | A面  | おもいで酒                                    | 高田直和       | 梅谷忠洋              | 薗広昭                     | ワーナー                | L-257W     |
| 28 | 1979年 1月25日  | B面  | 六時、七時、八時あなたは…                     | 麻生香太郎     | 八角朋子              | 福井峻                     | ワーナー                | L-257W     |
| 29 | 1980年 1月1日   | A面  | とまり木                                      | たきのえいじ   | たきのえいじ          | 薗広昭                     | ワーナー                | L-333W     |
| 29 | 1980年 1月1日   | B面  | わかれの港                                    | 高田直和       | 梅谷忠洋              | 馬飼野俊一                 | ワーナー                | L-333W     |
| 30 | 1980年 6月1日   | A面  | ふたりはひとり                                | 麻生香太郎     | 中村泰士              | 馬飼野俊一                 | ワーナー                | L-360W     |
| 30 | 1980年 6月1日   | B面  | めぐり逢い                                    | いではく       | 内山田洋              | 高田弘                     | ワーナー                | L-360W     |
| 31 | 1980年 9月25日  | A面  | あれから一年たちました                        | いではく       | 三条ひろし            | 薗広昭                     | ワーナー                | L-370W     |
| 31 | 1980年 9月25日  | B面  | ひとり片隅で                                  | 葛原直樹       | 徳久広司              | 竹村次郎                   | ワーナー                | L-370W     |
| 32 | 1981年 2月10日  | A面  | うしろかげ                                    | 麻生香太郎     | たきのえいじ          | 薗広昭                     | ワーナー                | L-1501W    |
| 32 | 1981年 2月10日  | B面  | 夢よさめないで                                | 麻生香太郎     | 四方章人              | 竜崎孝路                   | ワーナー                | L-1501W    |
| 33 | 1981年 6月11日  | A面  | 迷い鳥                                        | 麻生香太郎     | 平尾昌晃              | 若草恵                     | ワーナー                | L-1530W    |
| 33 | 1981年 6月11日  | B面  | 愛していながら                                | 高田直和       | 梅谷忠洋              | 薗広昭                     | ワーナー                | L-1530W    |
| 34 | 1982年 1月1日   | A面  | 泣かせやがってこのやろう                      | 星野哲郎       | 小林亜星              | 京建輔                     | ワーナー                | L-1555W    |
| 34 | 1982年 1月1日   | B面  | 愛愁                                          | 星野哲郎       | 小林亜星              | 京建輔                     | ワーナー                | L-1555W    |
| 35 | 1982年 6月25日  | A面  | もう一度だけ                                  | 星野哲郎       | 平尾昌晃              | 薗広昭                     | ワーナー                | L-1598     |
| 35 | 1982年 6月25日  | B面  | ひとり旅中山道                                | 星野哲郎       | 小林亜星              | 薗広昭                     | ワーナー                | L-1598     |
| 36 | 1983年 1月25日  | A面  | ふたたびの                                    | 来生えつこ     | TAI                   | 馬飼野俊一                 | ワーナー                | L-1625     |
| 36 | 1983年 1月25日  | B面  | 忘れましょうか                                | 来生えつこ     | たきのえいじ          | 馬飼野俊一                 | ワーナー                | L-1625     |
| 37 | 1984年 1月25日  | A面  | もしかして                                    | 美樹克彦       | 美樹克彦              | 竜崎孝路                   | ワーナー                | L-1645     |
| 37 | 1984年 1月25日  | B面  | みれんというのじゃないのです                  | 山口洋子       | 鈴木淳                | 竜崎孝路                   | ワーナー                | L-1645     |
| 38 | 1984年 9月25日  | A面  | 矢車日記                                      | 小谷夏         | 中村泰士              | 薗広昭                     | ワーナー                | L-1687     |
| 38 | 1984年 9月25日  | B面  | 止まり木の片すみで                            | 山口洋子       | 鈴木淳                | 竜崎孝路                   | ワーナー                | L-1687     |
| 39 | 1985年 2月25日  | A面  | ひと晩泊めてね                                | 喜多條忠       | 美樹克彦              | 竜崎孝路                   | ワーナー                | L-1696     |
| 39 | 1985年 2月25日  | B面  | 夫婦しぐれ                                    | 水木かおる     | 四方章人              | 薗広昭                     | ワーナー                | L-1696     |
| 40 | 1986年 2月25日  | A面  | 別離                                          | 池田充男       | 近江孝彦              | 池多孝春                   | ワーナー                | L-1729     |
| 40 | 1986年 2月25日  | B面  | 想い出っていうものは                          | 海友彦         | 城賀イサム            | 薗広昭                     | ワーナー                | L-1729     |
| 41 | 1986年 9月10日  | A面  | 女の円舞曲                                    | 六本木まこと   | 山崎稔                | 薗広昭                     | ワーナー                | L-1763     |
| 41 | 1986年 9月10日  | B面  | 別離                                          | 池田充男       | 近江孝彦              | 池多孝春                   | ワーナー                | L-1763     |
| 42 | 1987年 6月25日  | A面  | 雪椿                                          | 星野哲郎       | 遠藤実                | 斉藤恒夫                   | ワーナー                | L-1785     |
| 42 | 1987年 6月25日  | B面  | むちゃくちゃ惚れでござります                  | 星野哲郎       | 遠藤実                | 京建輔                     | ワーナー                | L-1785     |
| 43 | 1988年 2月25日  | A面  | 恋の曼珠沙華                                  | 朝比奈佳       | TAI                   | 高田弘                     | ワーナー                | L-1830     |
| 43 | 1988年 2月25日  | B面  | 北夜行                                        | やしろよう     | TAI                   | 高田弘                     | ワーナー                | L-1830     |
| 44 | 1988年 6月25日  | A面  | 不断草                                        | 星野哲郎       | 遠藤実                | 斉藤恒夫                   | ワーナー                | L-1844     |
| 44 | 1988年 6月25日  | B面  | こころうた                                    | 曽我部博士     | 荒木圭男              | 竜崎孝路                   | ワーナー                | L-1844     |
| 45 | 1989年 2月25日  | A面  | 福寿草                                        | 星野哲郎       | 遠藤実                | 斉藤恒夫                   | ワーナー                | 07L7-4062  |
| 45 | 1989年 2月25日  | B面  | 嫁姑                                          | 星野哲郎       | 遠藤実                | 斉藤恒夫                   | ワーナー                | 07L7-4062  |
| 46 | 1990年 4月10日  | 01   | 故郷                                          | 因幡晃         | 因幡晃                | 喜納政明                   | ワーナー                | WPDL-1507  |
| 46 | 1990年 4月10日  | 02   | しおどき                                      | 因幡晃         | 因幡晃                | 喜納政明                   | ワーナー                | WPDL-1507  |
| 47 | 1990年 11月15日 | 01   | 天命燃ゆ                                      | 黒石ひとみ     | 黒石ひとみ            | 黒石ひとみ                 | ワーナー                | WPDL-1514  |
| 47 | 1990年 11月15日 | 02   | 七夕慕情                                      | 黒石ひとみ     | 黒石ひとみ            | 黒石ひとみ                 | ワーナー                | WPDL-1514  |
| 48 | 1991年 8月25日  | 01   | 冬化粧                                        | たきのえいじ   | 弦哲也                | 南郷達也                   | ワーナー                | WPDL-1519  |
| 48 | 1991年 8月25日  | 02   | 華の舞                                        | 岡田冨美子     | 弦哲也                | 高田弘                     | ワーナー                | WPDL-1519  |
| 49 | 1992年 6月21日  | 01   | 恋螢                                          | 小林幸子       | 小林幸子              | 高島明彦                   | ワーナー                | WPDL-4303  |
| 49 | 1992年 6月21日  | 02   | 心…誘われて                                   | 榊みちこ       | 小林幸子              | 高島明彦                   | ワーナー                | WPDL-4303  |
| 50 | 1992年 7月10日  | 01   | 涙の数だけ着飾って 〜こんな私じゃあるまーに〜 | いとうせいこう | 宮川泰                | 竜崎孝路                   | ワーナー                | WPDL-4304  |
| 50 | 1992年 7月10日  | 02   | 涙の数だけ着飾って                            | いとうせいこう | 宮川泰                | 竜崎孝路                   | ワーナー                | WPDL-4304  |
| 51 | 1993年 2月22日  | 01   | 一夜かぎり                                    | 阿久悠         | 鄭豊松                | 竜崎孝路                   | ワーナー                | WPDL-4336  |
| 51 | 1993年 2月22日  | 02   | ハイヒール                                    | 阿久悠         | 鄭豊松                | 竜崎孝路                   | ワーナー                | WPDL-4336  |
| 52 | 1993年 10月10日 | 01   | 約束                                          | さだまさし     | さだまさし            | 服部克久                   | ワーナー                | WPDL-4371  |
| 52 | 1993年 10月10日 | 02   | ねむり歌                                      | 忍坂美由紀     | 竜崎孝路              | 竜崎孝路                   | ワーナー                | WPDL-4371  |
| 53 | 1994年 3月25日  | 01   | 雨の屋台酒                                    | 吉岡治         | 弦哲也                | 川村栄二                   | ワーナー                | WPDL-4387  |
| 53 | 1994年 3月25日  | 02   | 二輪草                                        | 吉岡治         | 弦哲也                | 川村栄二                   | ワーナー                | WPDL-4387  |
| 54 | 1995年 6月25日  | 01   | 母ひとり                                      | 荒木とよひさ   | 三木たかし            | 若草恵                     | ワーナー                | WPD6-9050  |
| 54 | 1995年 6月25日  | 02   | 一人心中                                      | 秋元康         | 後藤次利              | 竜崎孝路                   | ワーナー                | WPD6-9050  |
| 55 | 1996年 8月31日  | 01   | 越後情話                                      | 荒木とよひさ   | 弦哲也                | 川村栄二                   | 日本 コロムビア         | CODA-1013  |
| 55 | 1996年 8月31日  | 02   | 脇役                                          | 荒木とよひさ   | 弦哲也                | 川村栄二                   | 日本 コロムビア         | CODA-1013  |
| 56 | 1997年 8月30日  | 01   | 幸せ                                          | 中島みゆき     | 中島みゆき            | 萩田光雄                   | 日本 コロムビア         | CODA-1290  |
| 56 | 1997年 8月30日  | 02   | イチマディン〜永遠に…                         | 小林幸子       | 小林幸子              | たかしまあきひこ           | 日本 コロムビア         | CODA-1290  |
| 57 | 1998年 2月21日  | 01   | 雨月伝説                                      | 碓氷夕焼       | 岡千秋                | 桜庭伸幸                   | 日本 コロムビア         | CODA-1442  |
| 57 | 1998年 2月21日  | 02   | 心のままに                                    | 小林幸子       | 小林幸子              | たかしまあきひこ           | 日本 コロムビア         | CODA-1442  |
| 58 | 1998年 9月3日   | 01   | 風といっしょに                                | 戸田昭吾       | たなかひろかず        | 沢田完                     | ピカチュウ レコード     | CXDA-102   |
| 58 | 1998年 9月3日   | 02   | すてきなコレクション                          | 戸田昭吾       | たなかひろかず        | たなかひろかず             | ピカチュウ レコード     | CXDA-102   |
| 59 | 1999年 1月1日   | 01   | やんちゃ酒                                    | 荒木とよひさ   | 弦哲也                | 丸山雅仁                   | 日本 コロムビア         | CODA-1683  |
| 59 | 1999年 1月1日   | 02   | 時代屋の女房                                  | 村松友視       | 三木たかし            | 若草恵                     | 日本 コロムビア         | CODA-1683  |
| 60 | 1999年 9月22日  | 01   | お地蔵サンバ                                  | 売野雅勇       | 山川恵津子            | CMJK                       | キング レコード         | KIDS-418   |
| 60 | 1999年 9月22日  | 02   | お地蔵さんロマンチカ                          | 売野雅勇       | 山川恵津子            | [ 注 5 ]                   | キング レコード         | KIDS-418   |
| 61 | 2000年 1月1日   | 01   | 泣かせ雨                                      | 麻こよみ       | 水森英夫              | 南郷達也                   | 日本 コロムビア         | CODA-1811  |
| 61 | 2000年 1月1日   | 02   | 百花繚乱                                      | 津城ひかる     | 小林幸子              | たかしまあきひこ           | 日本 コロムビア         | CODA-1811  |
| 62 | 2000年 4月21日  | 01   | さよならありがとう                            | 松本隆         | 松本俊明              | 岩﨑元是                   | 日本 コロムビア         | CODA-1867  |
| 62 | 2000年 4月21日  | 02   | ドシラそファミレス!                           | 里乃塚玲央     | 渡部チェル            | 渡部チェル                 | 日本 コロムビア         | CODA-1867  |
| 63 | 2001年 1月1日   | 01   | 流氷哀歌                                      | 麻こよみ       | 船村徹                | 蔦将包                     | 日本 コロムビア         | CODA-1930  |
| 63 | 2001年 1月1日   | 02   | 恋文                                          | 麻こよみ       | 船村徹                | 南郷達也                   | 日本 コロムビア         | CODA-1930  |
| 64 | 2001年 1月1日   | 01   | 命しらずの渡り鳥                              | 津城ひかる     | 津城ひかる            | 蔦将包                     | 日本 コロムビア         | CODA-1931  |
| 64 | 2001年 1月1日   | 02   | 命しらずの渡り鳥 〜次郎長風雲編〜             | 津城ひかる     | 津城ひかる            | 蔦将包                     | 日本 コロムビア         | CODA-1931  |
| 65 | 2001年 4月21日  | 01   | 元気でいてね                                  | 白峰美津子     | 岩崎元是              | 岩崎元是                   | 日本 コロムビア         | CODA-1961  |
| 65 | 2001年 4月21日  | 02   | オラタチはにんきもの                          | 里乃塚玲央     | 小杉保夫              | 渡部チェル                 | 日本 コロムビア         | CODA-1961  |
| 66 | 2001年 9月1日   | 01   | 夢の涯て〜子午線の夢〜                        | 津城ひかる     | 鈴木淳                | 若草恵                     | 日本 コロムビア         | CODA-1989  |
| 66 | 2001年 9月1日   | 02   | さよならをする前に                            | 津城ひかる     | 鈴木淳                | 伊戸のりお                 | 日本 コロムビア         | CODA-1989  |
| 67 | 2002年 1月1日   | 01   | 雪泣夜                                        | 津城ひかる     | あらい玉英            | 南郷達也                   | 日本 コロムビア         | CODA-2015  |
| 67 | 2002年 1月1日   | 02   | 雪・月・花                                    | 荒木とよひさ   | 弦哲也                | 丸山雅仁                   | 日本 コロムビア         | CODA-2015  |
| 68 | 2002年 6月21日  | 01   | 雪泣夜 (SEセリフ入り)                         | 津城ひかる     | あらい玉英            | 南郷達也                   | 日本 コロムビア         | CODA-2056  |
| 68 | 2002年 6月21日  | 02   | 誰かがそばにいる 〜「ほんまもん」より〜       | 小林幸子       | 千住明                | 千住明                     | 日本 コロムビア         | CODA-2056  |
| 69 | 2003年 1月1日   | 01   | Ribbon                                        | 荒木とよひさ   | 都志見隆              | 若草恵                     | 日本 コロムビア         | CODA-2086  |
| 69 | 2003年 1月1日   | 02   | あなたの声に触れたい夜は                      | 堀越そのえ     | 小松勇仁              | 伊戸のりお                 | 日本 コロムビア         | CODA-2086  |
| 70 | 2003年 1月1日   | 01   | 孔雀                                          | 荒木とよひさ   | 杉本眞人              | 竜崎孝路                   | 日本 コロムビア         | CODA-2087  |
| 70 | 2003年 1月1日   | 02   | HA-HA-HA                                      | 堀越そのえ     | 小松勇仁              | 伊戸のりお                 | 日本 コロムビア         | CODA-2087  |
| 71 | 2003年 8月20日  | 01   | 春蝉                                          | 星野哲郎       | 遠藤実                | 前田俊明                   | 日本 コロムビア         | COCA-15506 |
| 71 | 2003年 8月20日  | 02   | 愛ひと重                                      | 星野哲郎       | 遠藤実                | 前田俊明                   | 日本 コロムビア         | COCA-15506 |
| 72 | 2004年 3月3日   | 01   | いそしぎ                                      | 吉岡治         | 弦哲也                | 川村栄二                   | 日本 コロムビア         | COCA-15630 |
| 72 | 2004年 3月3日   | 02   | 道化師のボレロ                                | 木下龍太郎     | 弦哲也                | 川村栄二                   | 日本 コロムビア         | COCA-15630 |
| 72 | 2004年 3月3日   | 03   | 影を慕いて                                    | 古賀政男       | 古賀政男              | 南郷達也                   | 日本 コロムビア         | COCA-15630 |
| 73 | 2005年 2月16日  | 01   | 越後絶唱                                      | たかたかし     | 遠藤実                | 伊戸のりお                 | 日本 コロムビア         | COCA-15726 |
| 73 | 2005年 2月16日  | 02   | 四季の新潟                                    | 西條八十       | 中山晋平              | 伊戸のりお                 | 日本 コロムビア         | COCA-15726 |
| 74 | 2006年 6月21日  | 01   | 大江戸喧嘩花                                  | 松井由利夫     | 遠藤実                | 桜庭伸幸                   | 日本 コロムビア         | COCA-15900 |
| 74 | 2006年 6月21日  | 02   | くれない草紙                                  | 松井由利夫     | 遠藤実                | 桜庭伸幸                   | 日本 コロムビア         | COCA-15900 |
| 75 | 2007年 6月21日  | 01   | 恋桜                                          | くろべさき     | 浅野佑悠輝            | 宮崎慎二                   | 日本 コロムビア         | COCA-15996 |
| 75 | 2007年 6月21日  | 02   | ほら、ひとりじゃないよ                        | 小林幸子       | 浅野佑悠輝            | 宮崎慎二                   | 日本 コロムビア         | COCA-15996 |
| 76 | 2008年 2月20日  | 01   | 悲しみの帳                                    | 槇原敬之       | 槇原敬之              | 槇原敬之                   | 日本 コロムビア         | COCA-16064 |
| 76 | 2008年 2月20日  | 02   | 男と女のタンゴ                                | さわだすずこ   | たかしまあきひこ      | たかしまあきひこ           | 日本 コロムビア         | COCA-16064 |
| 77 | 2008年 8月20日  | 01   | 楼蘭                                          | さわだすずこ   | 小六禮次郎            | 小六禮次郎                 | 日本 コロムビア         | COCA-16169 |
| 77 | 2008年 8月20日  | 02   | この地球に生まれて                            | さわだすずこ   | 小六禮次郎            | 梁剣峰                     | 日本 コロムビア         | COCA-16169 |
| 78 | 2009年 6月24日  | 01   | 万葉恋歌 ああ、君待つと                       | 新井満         | 新井満                | 若草恵                     | 日本 コロムビア         | COCA-16275 |
| 78 | 2009年 6月24日  | 02   | 万葉恋歌 ああ、君待つと (自由訳・朗読Version) | 新井満         | 新井満                | 若草恵                     | 日本 コロムビア         | COCA-16275 |
| 79 | 2010年 1月27日  | 01   | 白いゆげの歌                                  | 荒木とよひさ   | 長崎正作              | 若草恵                     | 日本 コロムビア         | COCA-16329 |
| 79 | 2010年 1月27日  | 02   | 母ちゃんのひとり言                            | さわだすずこ   | 小六禮次郎            | 前田俊明                   | 日本 コロムビア         | COCA-16329 |
| 80 | 2011年 6月1日   | 01   | おんなの酒場                                  | たきのえいじ   | 徳久広司              | 前田俊明                   | 日本 コロムビア         | COCA-16445 |
| 80 | 2011年 6月1日   | 02   | 恋のかけひき                                  | 所ジョージ     | 所ジョージ            | 伊戸のりお                 | 日本 コロムビア         | COCA-16445 |
| 81 | 2012年 10月17日 | 01   | 茨の木                                        | さだまさし     | さだまさし            | 井上正                     | SACHIKO Premium Records | KSPR-1001  |
| 81 | 2012年 10月17日 | 02   | 道(はないちもんめ)                            | さだまさし     | さだまさし            | 井上正                     | SACHIKO Premium Records | KSPR-1001  |
| 81 | 2012年 10月17日 | 03   | 茨の木 (プレミアバージョン)                   | さだまさし     | さだまさし            | 小野雄二                   | SACHIKO Premium Records | KSPR-1001  |
| 82 | 2013年 6月5日   | 01   | 蛍前線                                        | さだまさし     | さだまさし            | 渡辺俊幸                   | SACHIKO Premium Records | KSPR-1002  |
| 82 | 2013年 6月5日   | 02   | おかあさんへ                                  | さだまさし     | さだまさし            | 渡辺俊幸                   | SACHIKO Premium Records | KSPR-1002  |
| 83 | 2014年 6月4日   | 01   | 越後に眠る                                    | なかにし礼     | 都志見隆              | 萩田光雄                   | SACHIKO Premium Records | KSPR-1005  |
| 83 | 2014年 6月4日   | 02   | 星に抱かれて                                  | なかにし礼     | 都志見隆              | 萩田光雄                   | SACHIKO Premium Records | KSPR-1005  |
| 83 | 2014年 6月4日   | 03   | 越後に眠る (プレミアバージョン)               | なかにし礼     | 都志見隆              | 小野雄司                   | SACHIKO Premium Records | KSPR-1005  |
| 84 | 2015年 6月3日   | 01   | 色々あるけど会いたいよ                        | 畑亜貴         | 鈴木キサブロー        | 馬飼野俊一                 | 夢レコード              | YZYM-15013 |
| 84 | 2015年 6月3日   | 02   | 嵐嵐嵐がきても                                | 畑亜貴         | 鈴木キサブロー        | 馬飼野俊一                 | 夢レコード              | YZYM-15013 |
| 85 | 2016年 7月6日   | 01   | 百花繚乱!アッパレ!ジパング!                   | なかにし礼     | 穂口雄右              | 穂口雄右 水谷公生 西川啓光 | 夢レコード              | YZYM-15039 |
| 85 | 2016年 7月6日   | 02   | Y字路                                         | なかにし礼     | 井上大輔              | 水谷公生                   | 夢レコード              | YZYM-15039 |
| 85 | 2016年 7月6日   | 03   | 希望の歌                                      | なかにし礼     | 穂口雄右              | 穂口雄右                   | 夢レコード              | YZYM-15039 |
| 86 | 2016年 7月6日   | 01   | ヨーコソ・アークス                            | ビートまりお   | ビートまりお          | ビートまりお               | セガ ゲームス           | HCV-2552   |
| 87 | 2017年 12月6日  | 01   | 存在証明                                      | 志倉千代丸     | 志倉千代丸            | Tak Miyazawa               | 夢レコード              | YZYM-15060 |
| 87 | 2017年 12月6日  | 02   | サチコサンサチコサン                          | チーム5884     | ナユタン星人          | 岡島俊治 大山徹也          | 夢レコード              | YZYM-15060 |
| 88 | 2019年 2月6日   | 01   | ポーカーフェイスにさよなら                    | 湯川れい子     | 山田直毅              | 山田直毅                   | 夢レコード              | YZYM-15079 |
| 88 | 2019年 2月6日   | 02   | イチマディン2019〜永遠に…                     | 小林幸子       | 小林幸子              | KANTA 大山徹也 谷口尚久    | 夢レコード              | YZYM-15079 |
| 89 | 2024年 7月24日  | 01   | オシャンティ・マイティガール                  | Gohgo          | Soma Genda pw.a Gohgo | pw.a                       | SACHIKO Premium Records | KSPR-1010  |
| 89 | 2024年 7月24日  | 02   | 花夢                                          | Gohgo          | Gohgo                 | 宮崎誠                     | SACHIKO Premium Records | KSPR-1010  |

#### デュエット・シングル
| 発売日          | デュエット | 曲順 | タイトル                      | 作詞                      | 作曲                      | 編曲       | レーベル                | 規格品番   |
| --------------- | ---------- | ---- | ----------------------------- | ------------------------- | ------------------------- | ---------- | ----------------------- | ---------- |
| 1984年 7月10日  | 美樹克彦   | A面  | もしかして PARTII             | 榊みちこ                  | 美樹克彦                  | 竜崎孝路   | ワーナー                | L-1678     |
| 1984年 7月10日  | -          | B面  | もしかして (歌：小林幸子)     | 美樹克彦                  | 美樹克彦                  | 竜崎孝路   | ワーナー                | L-1678     |
| 1989年 9月25日  | 木の実ナナ | A面  | メランコリック・ママ          | 荒木とよひさ              | 中村泰士                  | 高田弘     | ワーナー                | 06L7-4109  |
| 1989年 9月25日  | 木の実ナナ | B面  | 男なんて青い鳥                | 荒木とよひさ              | 中村泰士                  | 高田弘     | ワーナー                | 06L7-4109  |
| 1993年 6月25日  | 北大路欣也 | 01   | 別れて…そして                 | 荒木とよひさ              | 三木たかし                | 若草恵     | ワーナー                | WPDL-4352  |
| 1993年 6月25日  | 北大路欣也 | 02   | 愛の振り子                    | 荒木とよひさ              | 三木たかし                | 若草恵     | ワーナー                | WPDL-4352  |
| 1999年 9月10日  | 平尾昌晃   | 01   | ニ都物語                      | ちあき哲也                | 平尾昌晃                  | 矢野立美   | 日本 コロムビア         | CODA-1779  |
| 2002年 12月5日  | 美川憲一   | 01   | 待ちわびて〜華王〜            | 紫ひろゆき                | 南エイジ                  | 南エイジ   | 日本 コロムビア         | CODA-2084  |
| 2015年 10月28日 | 中川翔子   | 01   | 無限∞ブランノワール           | 前山田健一                | 前山田健一                | 前山田健一 | Sony Records            | SRCL-8902  |
| 2019年 7月10日  | 中川翔子   | 01   | 風といっしょに                | 戸田昭吾                  | たなかひろかず            | 亀田誠治   | Sony Records            | SRCL-11184 |
| 2020年 10月7日  | 松岡充     | 01   | しろくろましろ                | 松岡充                    | 松岡充                    | 五十嵐淳一 | SACHIKO Premium Records | KSPR-1009  |
| 2020年 10月7日  | -          | 02   | しろくろましろ (歌：小林幸子) | 松岡充                    | 松岡充                    | 五十嵐淳一 | SACHIKO Premium Records | KSPR-1009  |
| 2020年 10月7日  | -          | 03   | 青空の破片 (歌：小林幸子)     | 松岡充                    | M.Monnot                  | 五十嵐淳一 | SACHIKO Premium Records | KSPR-1009  |
| 2025年 6月27日  | fhána      | 01   | 涙のパレード                  | 林英樹                    | 佐藤純一                  | 佐藤純一   | ランティス              | LACM-24690 |
| 2025年 6月27日  | -          | 02   | 僕たちの日々 (歌：小林幸子)   | Kanata Okajima youth case | Kanata Okajima youth case | トオミヨウ | ランティス              | LACM-24690 |

#### 企画シングル
| 発売日         | 名義                       | 曲順 | タイトル                          | 作詞     | 作曲           | 編曲           | レーベル            | 規格品番  |
| -------------- | -------------------------- | ---- | --------------------------------- | -------- | -------------- | -------------- | ------------------- | --------- |
| 1998年 2月10日 | スズキサン                 | 01   | とりかえっこプリーズ              | 戸田昭吾 | たなかひろかず | たなかひろかず | ピカチュウ レコード | CXDA-101  |
| 1998年 2月10日 | さち&じゅり                | 02   | ポケットにファンタジー            | 戸田昭吾 | たなかひろかず | 中村暢之       | ピカチュウ レコード | CXDA-101  |
| 1998年 2月10日 | ガルーラ小林               | 03   | ポケモン音頭                      | 戸田昭吾 | たなかひろかず | 渡部チェル     | ピカチュウ レコード | CXDA-101  |
| 2016年 7月13日 | アルスマグナ feat.九瓏幸子 | 01   | サンバDEわっしょい! feat.九瓏幸子 | 三宅光幸 | A.Moreira      | 鈴木ヒロト     | ユニバーサル        | UPCH-5880 |

#### 配信限定シングル
| 発売日         | 曲順 | タイトル                  | 作詞              | 作曲                  | 編曲     | レーベル         | 規格品番          |
| -------------- | ---- | ------------------------- | ----------------- | --------------------- | -------- | ---------------- | ----------------- |
| 2022年 3月18日 | 01   | CITRUS (シトラスボスVer.) | 花村想太 工藤大輝 | Kaz Kuwamura 中山翔吾 |          | avex trax        | ANTCD-A0000006389 |
| 2023年 12月8日 | 01   | ええじゃないか            | マサ              | マサ                  |          | Super CRIP Label |                   |
| 2025年 2月15日 | 01   | サクラガミ                | 戸部和久          | 山田文彦              | 永井秀和 | SHOCHIKU RECORDS | SOST5028          |

#### 委託制作盤
| 発売日         | 曲順 | タイトル           | 作詞       | 作曲     | 編曲     | 規格品番 |
| -------------- | ---- | ------------------ | ---------- | -------- | -------- | -------- |
| 1993年 4月10日 | 01   | 日本列島花はな音頭 | 藤田あや子 | 棚部陽一 | 棚部陽一 | WQSL-51  |

### アルバム
| タイトル                                                      | 発売日         | 備考 |
| 小林幸子のヒット・ショー                                      | 1964年11月     | |
| 春待ちれんげ草                                                | 1978年6月      | |
| おもいで酒                                                    | 1979年7月25日  | |
| 幸子抄                                                        | 1979年11月28日 | |
| とまり木                                                      | 1980年4月25日  | |
| ふたりはひとり                                                | 1980年7月25日  | |
| 幸子、懐メロを唄う                                            | 1980年8月10日  | |
| あれから一年たちました                                        | 1980年11月28日 | |
| 古賀政男メロディー集                                          | 1980年12月23日 | |
| うしろかげ                                                    | 1981年4月25日  | |
| 「迷い鳥」有線スタンダードヒット                              | 1981年         | 発売日不明 |
| オリジナル・ヒット全曲集〜おもいで酒から迷い鳥まで〜          | 1981年11月28日 | |
| 泣かせやがってこのやろう -星野哲郎オリジナル-"                | 1982年2月25日  | |
| 演歌ミリオンヒットを唄う                                      | 1982年6月25日  | |
| '82ベストヒット 小林幸子全曲集                                | 1982年11月28日 | |
| ふたたびの                                                    | 1983年3月12日  | |
| '77〜'83小林幸子大全集                                        | 1983年11月30日 | |
| もしかして                                                    | 1984年4月25日  | |
| もしかしてPARTII 幸子ベストセレクション                       | 1984年11月28日 | |
| ひと晩泊めてね 小林幸子全曲集                                 | 1985年4月25日  | |
| 演歌の花道                                                    | 1985年11月28日 | |
| 別離                                                          | 1986年4月25日  | |
| 艶華抄 小林幸子オン・ステージ                                 | 1986年12月10日 | ライブ盤、ビデオ版と同時発売 |
| 雪椿・演歌ヒット集                                            | 1987年11月10日 | |
| 芸能生活25周年記念 飛翔                                       | 1988年9月10日  | |
| 艶華撩乱 〜最新ベスト・ヒット〜                               | 1989年9月10日  | |
| 故郷 〜オリジナル・ベスト〜                                   | 1990年6月25日  | |
| 小林幸子'90ライヴイン中野プラザ 〜花から華へ〜                | 1990年12月21日 | |
| 天命燃ゆ 〜'91幸子選曲ヒット集〜                              | 1991年6月25日  | |
| 冬化粧 〜オリジナルベスト〜                                   | 1991年12月10日 | 翌92年にシングルリリースされた「恋螢」のオリジナルバージョンを収録 |
| 小林幸子全曲集パートI                                         | 1992年10月25日 | |
| 小林幸子全曲集パートII                                        | 1992年12月5日  | |
| 芸能生活三十周年記念大全集 幸                                 | 1993年6月25日  | |
| 時間をかさねて 小林幸子30周年記念リサイタル                   | 1993年10月21日 | |
| 小林幸子全曲集 雨の屋台酒                                     | 1994年6月25日  | 「約束」のロングバージョンを収録 |
| 母ひとり 〜愛情の玉手箱〜                                     | 1995年12月21日 | |
| 小林幸子オリジナル ニュー・ベスト 越後情話                    | 1996年10月19日 | |
| 小林幸子ベストセレクション                                    | 1996年10月25日 | |
| 小林幸子特選集 越後情話                                       | 1997年5月21日  | 一部の曲を新録音バージョンで収録 |
| 小林幸子全曲集 幸せ                                           | 1997年10月4日  | 一部の曲を新録音バージョンで収録 |
| 小林幸子特選集 雨月伝説                                       | 1998年4月21日  | |
| 小林幸子ブギを唄う 〜音楽プロデュース：宮川泰〜               | 1998年6月5日   | |
| 歌手生活35周年記念ツイン・パック小林幸子 雨月伝説             | 1998年8月1日   | |
| 小林幸子全曲集 雨月伝説                                       | 1998年11月21日 | |
| 小林幸子ゴールデンベスト                                      | 1999年2月20日  | |
| 小林幸子特選集 やんちゃ酒                                     | 1999年5月1日   | 表題曲「やんちゃ酒」はセリフ入りバージョンでの収録 |
| 小林幸子全曲集'99 やんちゃ酒                                  | 1999年8月21日  | 一部の曲を新録音バージョンで収録 |
| 演歌名曲選 -泣かせ雨-                                         | 2000年2月19日  | |
| 小林幸子全曲集2000 泣かせ雨                                   | 2000年9月1日   | |
| 特選ベスト小林幸子 流氷哀歌                                   | 2001年1月20日  | |
| ツイン・パック小林幸子 流氷哀歌                               | 2001年4月21日  | |
| 小林幸子全曲集 夢の涯て 〜子午線の夢〜                        | 2001年11月21日 | |
| 小林幸子ゴールデンベスト                                      | 2002年4月20日  | |
| 小林幸子全曲集 雪泣夜                                         | 2002年10月19日 | 表題曲「雪泣夜」はSEセリフ入りバージョンでの収録 |
| コロムビア音得盤シリーズ 小林幸子                             | 2002年12月4日  | |
| 芸能生活40周年記念アルバム 孔雀                               | 2003年6月5日   | |
| 小林幸子全曲集 春蝉                                           | 2003年10月22日 | |
| 小林幸子特選集 いそしぎ                                       | 2004年5月19日  | |
| 小林幸子全曲集 いそしぎ                                       | 2004年10月20日 | |
| 小林幸子スペシャルベスト                                      | 2005年7月20日  | |
| 小林幸子全曲集 越後絶唱                                       | 2005年10月19日 | |
| 小林幸子ゴールデンベスト                                      | 2006年6月21日  | |
| 小林幸子全曲集 大江戸喧嘩花                                   | 2006年10月18日 | |
| 小林幸子名曲選 恋桜                                           | 2007年7月4日   | 小林幸子名義のアルバムに「風といっしょに」を初収録 |
| 小林幸子全曲集 恋桜                                           | 2007年10月17日 | |
| 小林幸子ゴールデンベスト                                      | 2008年6月18日  | |
| 芸能生活45周年記念アルバム 絆                                 | 2008年10月1日  | |
| 小林幸子全曲集 楼蘭                                           | 2008年11月19日 | |
| スーパーベスト                                                | 2009年5月20日  | |
| 小林幸子全曲集 万葉恋歌 ああ、君待つと                        | 2009年10月21日 | |
| 小林幸子ヒット曲集2010                                        | 2010年6月23日  | |
| 小林幸子全曲集 母ちゃんのひとり言                             | 2010年10月20日 | |
| 小林幸子 遠藤実を唄う                                         | 2011年3月23日  | |
| 小林幸子カヴァー＆オリジナル曲集 〜なつかしのヒット曲を唄う〜 | 2011年3月23日  | |
| 小林幸子全曲集 おんなの酒場                                   | 2011年10月19日 | |
| 小林幸子プレミアム・ベスト 2012                               | 2012年5月23日  | |
| S                                                             | 2013年9月4日   | 芸能生活50周年記念アルバム第1弾 |
| K                                                             | 2013年12月4日  | 芸能生活50周年記念アルバム第2弾 |
| さちさちにしてあげる♪                                         | 2014年8月17日  | コミックマーケット86にて1500枚限定販売 2014年9月25日よりdwango.jp及びiTunesにて配信開始 「みくみくにしてあげる♪【してやんよ】」「千本桜」をはじめとしたVOCALOID曲のカバー |
| さちへんげ                                                    | 2015年8月17日  | コミックマーケット88にて限定販売 「桜ノ雨」をはじめとしたVOCALOID曲のカバー                                                                                               |
| SACHIKO THE BEST                                              | 2016年12月26日 | |
| PINSPOT 〜Sachiko’s Night Club〜                              | 2018年7月4日   | ジャズを中心としたカバーアルバム |

### 参加作品
太字の楽曲はその作品限定の収録、太字斜体の楽曲はその作品限定のバージョン
| タイトル                                                                       | 発売日         | 参加楽曲                                                          | 備考                                                                            |
| 歌、いとしきものよ                                                             | 1993年9月21日  | 雪椿                                                              |                                                                                 |
| No.1 HITS JAPAN Vol.2 ポップス&歌謡                                            | 1995年10月25日 | おもいで酒                                                        |                                                                                 |
| 最新ヒット歌謡 まごころの橋/夫婦みち                                           | 1997年3月20日  | 越後情話                                                          |                                                                                 |
| 歌謡ヒット最前線 冬の宿/花ごころ                                               | 1997年9月20日  | 幸せ                                                              |                                                                                 |
| 有線ヒット 花ごころ・冬の宿                                                    | 1997年10月21日 | 幸せ                                                              |                                                                                 |
| ヒットパレード 好きやねん/海峡の宿                                             | 1997年11月21日 | 幸せ                                                              |                                                                                 |
| デュエット歌謡ベスト16 好きやねん                                              | 1997年11月21日 | もしかしてPARTII                                                  | 小林幸子&美樹克彦名義                                                           |
| 古賀政男全集9 柔                                                               | 1997年11月21日 | ウソツキ鴎                                                        |                                                                                 |
| '98ヒット年鑑〜夫婦みち〜                                                      | 1997年11月29日 | 幸せ                                                              |                                                                                 |
| 北海道の旅情                                                                   | 1997年12月20日 | 石狩挽歌                                                          |                                                                                 |
| コロムビア演歌 女性十人集                                                      | 1998年1月21日  | 幸せ おもいで酒                                                   |                                                                                 |
| 最新ヒット全曲集                                                               | 1998年3月21日  | 雨月伝説                                                          |                                                                                 |
| ポケットモンスター サウンドアニメコレクション                                  | 1998年6月10日  | ポケットにファンタジー                                            | さち&じゅり名義                                                                 |
| 有線ヒット 邪宗門/いのち舟                                                     | 1998年6月20日  | 雨月伝説                                                          |                                                                                 |
| みんなで選んだ ポケモンソング♪ ベストコレクション                              | 1999年1月1日   | とりかえっこプリーズ 風といっしょに                               | 「とりかえっこプリーズ」はスズキサン名義                                        |
| サウンドピクチャーボックス ミュウツーの誕生                                    | 1999年2月12日  | 風といっしょに                                                    |                                                                                 |
| ヒット年鑑 2000 流れ人/しぐれの港                                              | 1999年12月1日  | やんちゃ酒                                                        |                                                                                 |
| ヒット・パレード 泣かせ雨/雪港                                                 | 2000年1月29日  | 泣かせ雨                                                          |                                                                                 |
| コロムビア最新ヒット2001春                                                     | 2001年4月21日  | 流氷哀歌                                                          |                                                                                 |
| コロムビア最新ヒット2001 夏                                                    | 2001年7月20日  | 流氷哀歌                                                          |                                                                                 |
| 秋元流〜虎ノ門編                                                               | 2002年3月6日   | 一人心中                                                          |                                                                                 |
| ヒットデュエット決定盤                                                         | 2002年12月5日  | 待ちわびて〜華王〜                                                | 美川憲一&小林幸子名義                                                           |
| 最新演歌全曲集 あづま男と浪花のおんな／北の雪虫                                | 2002年12月21日 | 待ちわびて〜華王〜                                                | 美川憲一&小林幸子名義                                                           |
| 最新演歌全曲集                                                                 | 2003年1月22日  | 待ちわびて〜華王〜                                                | 美川憲一&小林幸子名義                                                           |
| 最新演歌全曲集                                                                 | 2003年2月21日  | 待ちわびて〜華王〜                                                | 美川憲一&小林幸子名義                                                           |
| 愛の囁き!デュエット特選集                                                      | 2003年3月26日  | もしかしてPARTII                                                  | 小林幸子・美樹克彦名義                                                          |
| 最新演歌全曲集 / 命花・北の男船                                                | 2003年4月2日   | 待ちわびて                                                        | 美川憲一&小林幸子名義                                                           |
| アニメポケットモンスター TVアニメ主題歌ソング集 パーフェクトベスト 1997 - 2003 | 2003年4月23日  | ポケットにファンタジー ポケモン音頭                               | 「ポケットにファンタジー」はさち&じゅり名義、「ポケモン音頭」はガルーラ小林名義 |
| 心にのこる名曲(うた) ミリオンヒット                                            | 2003年5月21日  | おもいで酒 (コロムビア・バージョン) 雪椿 (コロムビア・バージョン) |                                                                                 |
| 温故知新 星野哲郎 作詞家生活50周年企画                                         | 2003年8月21日  | 雪椿                                                              |                                                                                 |
| 女たちの流行歌 華の巻                                                          | 2003年11月26日 | 雪椿                                                              |                                                                                 |
| ポケットモンスター 映画アニメ主題歌ソング集 パーフェクトベスト                 | 2003年11月28日 | 風といっしょに                                                    |                                                                                 |
| 決定版デュエットソング集                                                       | 2003年12月25日 | もしかしてPARTII                                                  | 小林幸子・美樹克彦名義                                                          |
| ベストヒット歌謡年鑑2004                                                       | 2003年12月25日 | 春蝉                                                              |                                                                                 |
| 遠藤実文化功労者顕彰記念アルバム3-歌は人生の友-                                | 2004年2月1日   | 雪椿                                                              |                                                                                 |
| ベストヒット歌謡 きよしのドドンパ〜夫婦ごころ                                  | 2004年6月23日  | いそしぎ                                                          |                                                                                 |
| 青春歌年鑑 演歌歌謡編 1970年代ベスト                                           | 2004年11月3日  | おもいで酒                                                        |                                                                                 |
| ベストヒット歌謡年鑑 2005                                                      | 2004年12月8日  | いそしぎ                                                          |                                                                                 |
| 名曲リクエスト(涙のラーメン)                                                   | 2005年2月23日  | ウソツキ鴎                                                        |                                                                                 |
| 05最新演歌コレクション                                                         | 2005年7月20日  | 越後絶唱                                                          |                                                                                 |
| ヒットデュエット決定盤                                                         | 2005年12月7日  | 待ちわびて〜華王〜                                                | 美川憲一&小林幸子名義                                                           |
| ベストヒット歌謡年華2006                                                       | 2005年12月7日  | 越後絶唱                                                          |                                                                                 |
| ビッグ3 都はるみ・八代亜紀・小林幸子                                           | 2006年3月22日  | おもいで酒 雪椿 もしかしてPARTII 越後絶唱                         | 「もしかしてPARTII」は小林幸子・美樹克彦名義                                    |
| 最新演歌ヒット・コレクション2006                                               | 2006年7月19日  | 大江戸喧嘩花                                                      |                                                                                 |
| 昭和の大ヒット大全集(下)                                                       | 2006年7月19日  | 雪椿 おもいで酒                                                   |                                                                                 |
| ヒット歌謡年鑑2007                                                             | 2006年12月6日  | 大江戸喧嘩花                                                      |                                                                                 |
| デュエット大ヒット大全集                                                       | 2006年12月20日 | もしかしてPARTII                                                  | 小林幸子・美樹克彦名義                                                          |
| 不滅の名曲-オリジナル歌手による-星野哲郎作品集-                                | 2007年3月7日   | 雪椿                                                              |                                                                                 |
| この人この歌大全集                                                             | 2007年4月18日  | おもいで酒                                                        |                                                                                 |
| 夢のスター・デュエット決定盤                                                   | 2007年4月25日  | もしかしてPARTII                                                  | 小林幸子・美樹克彦名義                                                          |
| 最新ヒット歌謡 稲妻/春待ち花                                                   | 2007年7月4日   | 恋桜                                                              |                                                                                 |
| FNS地球特捜隊ダイバスター ベストヒット曲集                                     | 2007年11月7日  | FNS地球特捜隊ダイバスター                                         | 『FNS地球特捜隊ダイバスター』オープニングテーマのカバー                         |
| 走れ歌謡曲〜スーパー・デラックス                                               | 2007年11月21日 | おもいで酒                                                        |                                                                                 |
| 走れ歌謡曲〜ベスト・トラックス                                                 | 2007年11月21日 | 雪椿                                                              |                                                                                 |
| ヒット歌謡年鑑 2008                                                            | 2007年12月5日  | 恋桜                                                              |                                                                                 |
| R39愛のデュエットアルバム                                                      | 2007年12月19日 | もしかしてPARTII                                                  | 小林幸子・美樹克彦名義                                                          |
| 思い出の記古賀政男大全集                                                       | 2007年12月19日 | ウソツキ鴎                                                        |                                                                                 |
| ご当地ソング全曲集                                                             | 2008年3月19日  | 雪椿                                                              |                                                                                 |
| コクミンHits ENKA 〜ベストテン世代の演歌〜                                     | 2008年3月19日  | おもいで酒                                                        |                                                                                 |
| 艶歌きわめつけ大全集                                                           | 2008年4月23日  | 雪椿                                                              |                                                                                 |
| 演歌の花つづり                                                                 | 2008年8月27日  | 雪椿                                                              |                                                                                 |
| ポケモンTVアニメ主題歌 BEST OF BEST 1997-2012                                  | 2012年12月21日 | ポケットにファンタジー ポケモン音頭                               | 「ポケットにファンタジー」はさち&じゅり名義、「ポケモン音頭」はガルーラ小林名義 |
| 「ダンガンロンパ THE ANIMATION」オリジナルサウンドトラック                     | 2013年8月28日  | モノクマおんど The Animation                                      | 小林幸子 feat.モノクマ(cv.大山のぶ代)名義 TVサイズでの収録                      |
| 決定盤：古賀政男 大ヒット大全集                                                | 2014年10月29日 | ウソツキ鴎                                                        |                                                                                 |
| R50’S SURE THINGS!! 本命 親娘唄 〜母さん〜                                     | 2014年11月5日  | 母ひとり                                                          |                                                                                 |
| この人この歌 モチウタにしたい 演歌・大定番2                                    | 2014年11月19日 | 雪椿                                                              |                                                                                 |
| 酒と艶歌とサラリーマン                                                         | 2014年11月19日 | おもいで酒                                                        |                                                                                 |
| 演歌の花道 コロムビア編                                                        | 2015年1月21日  | おもいで酒                                                        |                                                                                 |
| Walk on Japan -Everlasting Loves- 《SOUL GAUGE》                               | 2015年5月13日  | おもいで酒                                                        | 小林幸子×SOUL GAUGE名義                                                         |
| はじめてのエンカ〜青盤〜                                                       | 2015年5月20日  | おもいで酒                                                        |                                                                                 |
| はじめてのエンカ〜赤盤〜                                                       | 2015年5月20日  | もしかしてPARTII                                                  |                                                                                 |
| ザ・ベスト：ムード歌謡・昭和の夜                                               | 2015年11月11日 | もしかしてPARTII                                                  |                                                                                 |
| ザ・ベスト：昭和歌謡ミリオン・ヒット                                           | 2015年11月11日 | おもいで酒                                                        |                                                                                 |
| 大声だそうぜ。-歌い継がれる名曲15撰-(女性編)                                   | 2015年11月18日 | 雪椿                                                              |                                                                                 |
| なかにし礼と75人の名歌手たち                                                   | 2015年11月18日 | 星に抱かれて                                                      |                                                                                 |
| R50’S SURE THINGS!! 本命 ご当地歌謡〜関東・甲信越編〜                          | 2016年3月9日   | 越後絶唱                                                          |                                                                                 |
| NIPPON SAMBA                                                                   | 2016年7月27日  | 気まぐれなわたし                                                  | 小林さち子名義、CD初収録                                                        |
| doriko BEST 2008-2016 《doriko feat. 初音ミク》                                | 2016年8月31日  | ロミオとシンデレラ                                                |                                                                                 |
| 決定盤 デュエット大ヒットのすべて                                              | 2016年11月23日 | もしかしてPARTII                                                  |                                                                                 |
| 決定盤北の演歌大ヒット曲集                                                     | 2017年1月18日  | 雪椿 石狩挽歌                                                     |                                                                                 |
| 愛の歌                                                                         | 2018年1月1日   | 愛の歌                                                            | 小林幸子&梅沢富美男                                                             |
| 文明単位のラブソング                                                           | 2023年6月21日  | 文明単位のラブソング                                              | 小林幸子, 鎮座DOPENESS, 蓮沼執太 & 川田十夢                                     |

### タイアップ曲
| 年     | 楽曲                      | タイアップ                                                                  |
| ------ | ------------------------- | --------------------------------------------------------------------------- |
| 1968年 | 青い太陽                  | NET系ドラマ「青い太陽」主題歌                                               |
| 1978年 | 春待ちれんげ草            | 日本テレビ系ドラマ「いのちの絶唱」主題歌                                    |
| 1979年 | 六時、七時、八時あなたは… | TBS系ドラマ「母子草」主題歌                                                 |
| 1984年 | 矢車日記                  | TBS系ドラマ「その時、妻は」主題歌                                           |
| 1998年 | とりかえっこプリーズ      | 「ポケモンカードゲーム」CMソング                                            |
| 1998年 | ポケットにファンタジー    | テレビ東京系アニメ「ポケットモンスター」3代目EDテーマ                       |
| 1998年 | ポケモン音頭              | テレビ東京系アニメ「ポケットモンスター」4代目EDテーマ                       |
| 1998年 | 風といっしょに            | アニメ映画「劇場版ポケットモンスター ミュウツーの逆襲」EDテーマ             |
| 1998年 | すてきなコレクション      | 「ポケモンスタンプバッジ」CMソング                                          |
| 1999年 | お地蔵サンバ              | 「アイフル」CMソング                                                        |
| 2000年 | さよならありがとう        | アニメ映画「クレヨンしんちゃん 嵐を呼ぶジャングル」EDテーマ                 |
| 2001年 | 元気でいてね              | アニメ映画「クレヨンしんちゃん 嵐を呼ぶ モーレツ!オトナ帝国の逆襲」EDテーマ |
| 2001年 | 夢の涯て〜子午線の夢〜    | 映画「伊能忠敬 子午線の夢」主題歌                                           |
| 2002年 | 待ちわびて〜華王〜        | パチンコ「華王」テーマソング                                                |
| 2009年 | 万葉恋歌 ああ、君待つと   | 平城遷都1300年記念 万葉集1250年記念事業「万葉のこころを未来へ」テーマソング |
| 2010年 | 白いゆげの歌              | 「丸美屋食品工業」CMソング                                                  |
| 2015年 | 無限∞ブランノワール       | ゲームアプリ「無限∞ナイツ」コラボソング                                     |
| 2016年 | ヨーコソ・アークス        | オンラインゲーム「ファンタシースターオンライン2」挿入歌                     |
| 2019年 | 風といっしょに            | アニメ映画「ミュウツーの逆襲 EVOLUTION」EDテーマ                            |
| 2020年 | しろくろましろ            | 「ニコニコネット超会議2020夏」テーマソング                                  |
| 2025年 | 僕たちの日々              | アニメ映画「小林さんちのメイドラゴン さみしがりやの竜」ED主題歌             |

## 出演

### NHK紅白歌合戦出場歴
小林の連続33回出場は第68回（2017年）に連続34回出場の石川さゆりに抜かれるまで、紅組歌手の連続出場最長記録であった。豪華衣装の移動や設置の関係で、ほかの常連歌手に比べて披露した曲数は多いものの、トリをつとめた回数は少ない。
| 年度   | 放送回 | 回 | 曲目                    | 出演順   | 対戦相手                   | 備考          |
| ------ | ------ | -- | ----------------------- | -------- | -------------------------- | ------------- |
| 1979年 | 第30回 | 初 | おもいで酒              | 18/23    | 千昌夫                     |               |
| 1980年 | 第31回 | 2  | とまり木                | 22/23    | 森進一                     | トリ前        |
| 1981年 | 第32回 | 3  | 迷い鳥                  | 19/22    | 内山田洋とクール・ファイブ |               |
| 1982年 | 第33回 | 4  | おもいで酒（2回目）     | 20/22    | 北島三郎                   |               |
| 1983年 | 第34回 | 5  | ふたたびの              | 20/21    | 森進一（2）                | トリ前（2）   |
| 1984年 | 第35回 | 6  | もしかして              | 19/20    | 五木ひろし                 | トリ前（3）   |
| 1985年 | 第36回 | 7  | 夫婦しぐれ              | 19/20    | 五木ひろし（2）            | トリ前（4）   |
| 1986年 | 第37回 | 8  | 別離（わかれ）          | 19/20    | 五木ひろし（3）            | トリ前（5）   |
| 1987年 | 第38回 | 9  | 雪椿                    | 17/20    | 新沼謙治                   |               |
| 1988年 | 第39回 | 10 | 雪椿（2回目）           | 21/21    | 北島三郎（2）              | 紅組トリ      |
| 1989年 | 第40回 | 11 | 福寿草                  | 18/20    | 森進一（3）                |               |
| 1990年 | 第41回 | 12 | 天命（いのち）燃ゆ      | 19/29    | さだまさし                 |               |
| 1991年 | 第42回 | 13 | 冬化粧                  | 22/28    | 槇原敬之                   |               |
| 1992年 | 第43回 | 14 | 恋螢                    | 22/28    | 米米CLUB                   |               |
| 1993年 | 第44回 | 15 | 約束                    | 21/26    | 小林旭                     |               |
| 1994年 | 第45回 | 16 | 雨の屋台酒              | 20/25    | 美川憲一                   |               |
| 1995年 | 第46回 | 17 | 母ひとり                | 18/25    | 美川憲一（2）              |               |
| 1996年 | 第47回 | 18 | 越後情話                | 18/25    | シャ乱Q                    |               |
| 1997年 | 第48回 | 19 | 幸せ                    | 17/25    | X JAPAN                    |               |
| 1998年 | 第49回 | 20 | 風といっしょに          | 18/25    | T.M.Revolution             |               |
| 1999年 | 第50回 | 21 | やんちゃ酒              | 23/27    | さだまさし（2）            |               |
| 2000年 | 第51回 | 22 | 泣かせ雨                | 23/28    | 郷ひろみ                   |               |
| 2001年 | 第52回 | 23 | 夢の涯て〜子午線の夢〜  | 15/27    | Gackt                      |               |
| 2002年 | 第53回 | 24 | 雪泣夜                  | 19/27    | 美川憲一（3）              |               |
| 2003年 | 第54回 | 25 | 孔雀                    | 21/30    | 美川憲一（4）              |               |
| 2004年 | 第55回 | 26 | 雪椿（3回目）           | 28/28    | 五木ひろし（4）            | 大トリ（2）   |
| 2005年 | 第56回 | 27 | 越後絶唱                | 19/29    | T.M.Revolution（2）        |               |
| 2006年 | 第57回 | 28 | 大江戸喧嘩花            | 19/27    | DJ OZMA                    |               |
| 2007年 | 第58回 | 29 | 恋桜                    | 16/27    | Gackt（2）                 |               |
| 2008年 | 第59回 | 30 | 楼蘭                    | 21/26    | EXILE                      |               |
| 2009年 | 第60回 | 31 | 万葉恋歌 ああ、君待つと | 20/25    | 福山雅治                   |               |
| 2010年 | 第61回 | 32 | 母ちゃんのひとり言      | 17/22    | 福山雅治（2）              |               |
| 2011年 | 第62回 | 33 | おんなの酒場            | 17/25    | 西田敏行                   |               |
| 2015年 | 第66回 | 34 | 千本桜                  | 特別企画 | なし                       | 4年ぶりの出場 |

（注意点）
- 対戦相手の歌手名の（）内の数字はその歌手との対戦回数、備考のトリ等の次にある（）はトリ等を務めた回数を表す。
- 曲名の後の（○回目）は紅白で披露された回数を表す。
- 出演順は「（出演順）/（出場者数）」で表す。

#### 歴代の衣装
シンプルな黒地や友禅などの大変に高価な着物を着ることも多いが、何かと煌びやかでゴージャスなファーや装飾されたドレスなどの豪華衣装を普段から身にまとっており、音楽番組では衣装を何着も用意してコンサートのように度々衣装チェンジをして着替えている。コンサートやテレビ出演用のドレス・着物などは2019年6月に完成・引越しした自宅へ保管されており、島倉千代子から贈られた本人の着物の端切れを集めて出来た半纏、恩師・古賀政男に最初に選んでもらった着物も保管されている。
紅白歌合戦ではさらに趣向を凝らしたゴージャス衣装を数多く用意している。豪華衣装を着始めた理由は「市川猿之助さんのスーパー歌舞伎を生で見て、私もこんな派手な衣装を着てステージで歌いたいなと感銘を受け、猿之助さんの楽屋へ挨拶に行ってコスチュームデザイナーを紹介して頂いたのがスタートでファンの皆さんに自分の歌以外にも派手な衣装を見ていただいてビジュアル面でも楽しんでいただきたかったから」と語っており視聴者の間で毎年話題となっている。小林自身も今までの衣装代に財産をつぎ込まなければ今頃は大豪邸を建てて左団扇で暮らしているだろうと冗談で語ったことがある。
今までに製作した衣装は一切処分したりせずに、温泉好きな生前の母親の為に建てて生活していた湯河原や2019年に購入した都内の自宅、倉庫などに全て保管しており、維持費だけでも毎年かなりの金額になるとNHK『スタジオパークからこんにちは』のゲスト出演時で語っていた。紅白で使われた歴代の豪華衣装は解体して保管している。
歌番組やコンサートにおいては会場の大きさを考慮して搬入する事が多いため、紅白放送後に使用されない衣装が大変多く、披露される衣装にも偏りが生じている。
1992年の紅白では推定4億円とされる62500個の電飾を施した衣装で登場したが、本番中にショートしてコンピュータが故障し、約3分の2が点灯しないというトラブルに見舞われた。
映画『クレヨンしんちゃん 嵐を呼ぶジャングル』では、この派手な衣装をネタにした「小林幸子アクションミレニアムビーム発射装置」なる武器が劇中劇に登場。ビーム発射音は小林本人の声であった。また、この映画の主題歌も小林が歌っている。劇中に登場したのは1993年の紅白にて披露された【ペガサス】という衣装である。
2006年はデザイナーに生澤美子を新たに採用、「火の鳥」デザイン画を忠実に再現したため重量化してしまったため、コンサート用に軽量化したものを後に2着作製。
アニメ『ヤッターマン』2008年12月15日放送の第28話には、この派手な衣装をモチーフとしたドロンボーメカ「サチコDX（ディーエックス）」が登場。声も小林本人が担当しているほか、劇中では小林本人が「天才ドロンボー '08」を熱唱するシーンや2000から2007年までの衣装を再現するという演出があった。また、「ドクちゃんの豆知識」では、2008年の実際の紅白衣装で「世界一軽い布を探しているらしい」というヒントも披露された。
2011年の衣装は東日本大震災の発生で自粛を検討していたが、被災者の要望を受け10月1日より製作開始し12月30日のリハーサル当日の朝に完成した。大きいトラックの荷台に乗せNHKホールの搬入口から搬入しようとしたところ獅子の頭が大きすぎで入らなかったため、トラックより下ろし鼻の一部分を削って搬入した。
2015年の紅白では特別企画枠で4年ぶりに復帰した小林は動画サイト「ニコニコ動画」とコラボした巨大衣装で「千本桜」を披露。リハーサルでは白のドレス姿の小林の背後からメガ幸子が登場する演出の途中で、スタッフから「いったん止めます！　後ろのメガ幸子の調子が悪いです」との声が上がり、一時中断となったが、翌日の本番では大成功となった。
衣装には毎年、曲目に合わせたコンセプトから名前が付けられている。
衣装担当・デザインは桜井久美子や上迫美恵子、生澤美子、加藤昌孝森脇裕之、デューク松山、秋元メカステージなどが歴代参加している。
| 年度               | 衣装名                             | 歌唱曲                  | 備考 |
| ------------------ | ---------------------------------- | ----------------------- | --- |
| 1979年（昭和54年） | 『白いドレス』                     | おもいで酒              | シンプルなドレス、まだ衣装を大きな要素とはしていなかった。 |
| 1980年（昭和55年） | 『青いドレス』                     | とまり木                | 青いドレス、マイクを持つ手に椿の花。 |
| 1981年（昭和56年） | 『鳥の青ドレス』                   | 迷い鳥                  | 鳥の透かし模様を入れた、左手を上げ羽をモチーフにみえる演出、後を予感させる手の込んだものとなり始めた（作・永島正）。 |
| 1982年（昭和57年） | 『白いドレス』                     | おもいで酒              | 肩を出したドレス、パールをあしらったもの。 |
| 1983年（昭和58年） | 『宝塚"ベルサイユのバラ"』         | ふたたびの              | 前年の成功もあり、この回から本格的に衣装へのこだわりが見受けられる。 |
| 1984年（昭和59年） | 『チャイナドレス』                 | もしかして              | 白を基調とし、鳳凰の模様を描く。白い大きな羽の扇子を持つ。 |
| 1985年（昭和60年） | 『十二単』                         | 夫婦しぐれ              | 赤い十二単を身にまとい「夫婦しぐれ」を歌う。 |
| 1986年（昭和61年） | 『クレオパトラ・カムバック』       | 別離                    | - 金とエメラルドグリーンの衣装。小林の背後には多くの孔雀の羽根が付けてある。 - 間奏では「洋風『十二単』のよう」と紹介された。 |
| 1987年（昭和62年） | 『平安王朝絵巻』                   | 雪椿                    | - 昭和天皇療養中ということもあり前年と比較するととてもシンプル。 - 紅白で初めて着物を身にまとう。色は白。 |
| 1988年（昭和63年） | 『唐織の壺織装束』                 | 雪椿                    | オレンジの着物のような衣装。頭に金や銀の髪飾りを使用。 |
| 1989年（平成元年） | 『21世紀の天女』                   | 福寿草                  | 天女をイメージした衣装。歌い始める前に大きな羽衣のようなものをもっていた。1番を歌い終わると小林は自分で銀の衣装を脱ぐ。すると小林のドレスの袖にキラキラと光る飾りが出てくる。 |
| 1990年（平成2年）  | 『東洋の神秘』                     | 天命燃ゆ                | インドの職人が何日もかけて織り上げた衣装。全体的に赤や黒で刺繍が施されており、小林の背後には炎をイメージしたカーテンが取り付けてある。そして、ヘッドドレスは高さが約30センチメートルあり、中には水晶が取り付けてある。 |
| 1991年（平成3年）  | 『冬の鳥』                         | 冬化粧                  | この年は小林が紅白で初めて空中浮遊に挑戦した。金の冠と黒や銀に光る衣装で登場。一番を歌い終わると、直径5ミリのワイヤーで小林は上昇し、それと同時に衣装が鳥のように大きく開く。衣装になかには大きなバネが取り付けてあり、その力で衣装が開く仕組みになっている。 |
| 1992年（平成4年）  | 『光のファンタジー』               | 恋蛍                    | 62500個の電球が色々な色に輝きながら衣装が動くはずだったのだが、紅白当日に衣装のコンピューターが故障し、電球が光らないという事態に見舞われた。しかし翌年、30周年記念リサイタルの際にオープニングでこの衣装を成功させた。 |
| 1993年（平成5年）  | 『ペガサス』                       | 約束                    | - 大きな衣装の衣装の真ん中で青いドレスを着て登場。1番を歌っているときに青いドレスが金のドレスに早変わりする。その後、金の衣装の後ろにペガサスの絵が付いている金色の大きな羽が登場。真ん中から風が送られヒラヒラと揺れる。高さ8メートル。幅14メートル。 - この衣装をリスペクトし生まれたのが、2016年のコンサートから使用されている「フェニックス」となる。 |
| 1994年（平成6年）  | 『人間ナイアガラ』                 | 雨の屋台酒              | ピラミッドのような物の上で青いドレスを着て登場。1番を歌い終わるとピラミッドのような物に取り付けてある青く丸いボールのような物が回転し、ドライアイスが大量に出される。 |
| 1995年（平成7年）  | 『21世紀の観音様』                 | 母ひとり                | 銀色の衣装で登場。1番を歌い終わると同時に小林がリフトで上昇。衣装が銀から黒に早変わりする。2番の途中で小林の背後に大きな傘のようなものが現れる。くるくると回転をし続ける。 |
| 1996年（平成8年）  | 『雪女』                           | 越後情話                | 1番は黒い着物で登場。間奏で着物が滑り落ち金のドレスが出現。それと同時に大きな雪の結晶が開く。最後に宇宙をイメージした星のカーテンが出現する。 |
| 1997年（平成9年）  | 『生命誕生』                       | 幸せ                    | 小林の入った卵が高い位置まで上がって1番が始まる。1番の途中でスカートが滑り落ち紫のスカートに早変わり。間奏で蝶々をイメージした大きな羽が舞台いっぱいに広がり前後に動く。同時に小林のスカートも紫からオレンジに変化する。最後に小林の頭上に角のような物が現れる。 |
| 1998年（平成10年） | 『ヒューマンファンタジー』         | 風といっしょに          | 一番が始まる前に稲妻が割れ、その中から小林が黄緑とピンクのドレスを着て登場。歌い始めると小林の左右に24色に輝く光ファイバーの布が出現。歌う間に上下する。2番が終わるころに小林が黄緑とピンクのドレスから、緑でヒラヒラ揺れるドレスに変わりながらリフトで上昇。それからさらに薄さ0.1ミリのボディースーツのドレスが出現する。 |
| 1999年（平成11年） | 『2000年のかぐや姫』               | やんちゃ酒              | 赤い着物での登場。1番を歌い終わると赤い着物が滑り落ち、緑の着物が登場。同時に小林はリフトで上昇し、後ろに竹をイメージしたカーテンのようなものが現れる。最後、2番を歌い終わると同時に、舞台の左右から金に輝くカーテンのようなものが現れる。 |
| 2000年（平成12年） | 『愛×2傘』                         | 泣かせ雨                | 舞台袖から赤い傘を持ち歩いて登場。橋を登り真ん中で歌い始める。間奏で小林の下から緑色のカーテンが現れ隠す。それと同時に後ろに大きなピンク色の傘が登場。緑色のカーテンが開くと橋も開き大きなスカートになる。全体的にピンクの衣装。 |
| 2001年（平成13年） | 『Flower of dream』                | 夢の涯て〜子午線の夢    | - 小林の仮面をかぶったダンサー約20人が小林の下で赤いドレスを着て踊る。1番を歌い終わると小林の衣装が赤から金に変わり後ろには大きな花のようなものが出現する。 - ヘッドドレスや衣装には黄金の安全ピンが多く使用されている。 |
| 2002年（平成14年） | 『氷の女王』                       | 雪泣夜                  | 赤いうち掛で登場。1コーラス歌い終えると、うち掛が滑り落ち、氷をイメージした白い衣装に早変わり。背後にはパイプのようなもので形成された巨大なブロックが現れる。 |
| 2003年（平成15年） | 『孔雀』                           | 孔雀                    | 金色の卵が割れて小林が赤いドレスを着て登場する。1番を歌っている途中で後ろに銀色の回転するものが出現。この後、左右に白く大きな羽が広がり、最後に孔雀をイメージしたカーテンのようなものが開く予定だったが本番、電気トラブルによりこの3つが作動せずに終わってしまった。しかし、その後何度も調整をして『NHK歌謡コンサート』でリベンジを果たした。その時小林は成功したことに嬉し涙を流していた。 |
| 2004年（平成16年） | 『アテネの女神』                   | いそしぎ                | 2004年紅白未発表 衣装。2005年1月の『NHK歌謡コンサート』で披露した。多数の赤い花で炎をイメージした衣装で登場。間奏で滑り落ち、茨をイメージした緑色の衣装にチェンジ。背後に羽根が生え背景にはヴィーナスをイメージしたものが現れる。なお、小さなホールでお披露目した際はカーテンが瞬時に滑り落ちる仕組みに代えられたという。 |
| 2005年（平成17年） | 『冬から春へ』                     | 越後絶唱                | 水色の衣装で登場。氷の岩のようなものの上で1コーラス歌い終えると、小林が下降し、つぼみと背景（冬）が上昇。つぼみが開くと小林がピンクの衣装で登場。2コーラス目を歌い終えると背景（冬）が滑り落ちてピンク（春）に変わる。 |
| 2006年（平成18年） | 『火の鳥』                         | 大江戸喧嘩花            | - 黄金のドレスで登場。間奏でNASAが開発した特殊リフトで高さ8メートルまで上昇し、同時に青龍も上昇。青龍が倒れると、黄金の巨大ドレスが現れ、回転する。 - 2016年3月19日 - 5月8日開催「ダイバーシティ劇的4周年 幸せが舞い降りる」「小林幸子特別展 幸コレ」で一般公開された。 - 2020年1月現在、この衣装が多く使用されている。 |
| 2007年（平成19年） | 『桜の万華鏡』                     | 恋桜                    | 桜の花びらが沢山あしらわれている黒い着物で登場。1番を歌い終わると銀色で光る布が小林を隠す。それと同時に回転する大きなブロックが出現。それからまもなく銀色の布が開き小林は青や水色に光るドレスに早変わりしリフトで上昇。小林の左右には桜の万華鏡をイメージしたカーテンが登場。総重量2トン。高さ8メートル。全幅15メートル。 |
| 2008年（平成20年） | 『砂漠に突然現れるオアシスの女王』 | 楼蘭                    | 砂漠をイメージした黄土色の衣装で登場。1コーラスの途中でオアシスのイメージのピンク・紫・水色の衣装に一瞬にして早変わり。間奏で高さ8メートルまで上昇。同時に羽根が生える。背景に巨大ジェット4機を使用して世界一軽いといわれる布が浮上。横12メートル、奥行き4メートル。 |
| 2009年（平成21年） | 『メガ幸子』                       | 万葉恋歌 ああ、君待つと | - 本人と同様の衣装を着用した高さ8.5メートル、横幅8メートル、奥行き5.4メートル、総重量3トンの巨大な胸像が登場。 - 衣装は万葉集が書かれた天平時代を尊重しており額田王をイメージした装束衣装で、ヘッドドレスは冕冠という冠をスワロフスキーをふんだんに使用しそれぞれ現代風にイメージして作られた。 - メガ幸子の顔や冠、手は大きな発泡スチロールを加工し作られたもの。 - 放送上では分かりづらいが、衣装の袖部分にはつまみ細工の飾りが施されている。 |
| 2010年（平成22年） | 『母鶴』                           | 母ちゃんのひとり言      | - 歌のタイトルどおり故郷とお母さんという暖かいイメージから鳥をイメージ、歌い始めは約5.5メートルの位置からのスタート。間奏で黒幕がはずれ後ろ向きのうずくまった鶴が登場、そのまま鶴のみが回転し前向きに。小林は鶴の背中に乗った状態。鶴は羽を広げ2番の歌唱中上下左右に動くほか首も動き羽もはばたく。鶴は羽を広げると幅13メートル、高さは最高8メートル。 - 2016年3月19日 - 5月8日開催「ダイバーシティ劇的4周年 幸せが舞い降りる」「小林幸子特別展 幸コレ」で一般公開された。 |
| 2011年（平成23年） | 『メガ獅子』                       | おんなの酒場            | - 2009年に続くメガ第2弾。衣装のテーマは五穀豊穣となっている。暗闇に包まれながら一番を歌うと間奏部分で暗幕がはずれ大きく口を開けたメガ獅子が登場。小林は獅子の口の中に立った状態になり獅子のみが上昇。小林が獅子の口に飲み込まれ口が閉じた後、獅子の頭部から小林が登場し獅子も後ろの部分が大きく広がる。耳や獅子の顔や口、全体が本物の獅子舞のように動く。獅子は高さ6メートル全長8メートル重さ2・5トン。小林が身にまとっている衣装には幸子田で収穫された稲穂がちりばめられている。 - 2016年3月19日 - 5月8日開催「ダイバーシティ劇的4周年 幸せが舞い降りる」「小林幸子特別展 幸コレ」で一般公開された。 |
| 2015年（平成27年） | 『NEO幸子』                        | 千本桜                  | - 動画サイト「ニコニコ動画」とコラボしたステージ。4年ぶりの出演ということで原点に戻る意味で白色を基準とした衣装。つまみ細工やディップフラワーで作られた桜モチーフの装飾がコスチュームに多数ついている。 - イントロを歌い終わると衣装が上昇し背中のLEDパネルの羽が広がり後ろから2009年衣装のメガ幸子が登場する。サビに入ると衣装が5.5メートルまで上昇し、最後には背景などにニコニコ動画のコメントが流れる弾幕が演出された。 - 2016年1月放送「中居の金スマ」にて衣装が最お披露目、同年開催「ニコニコ超会議2016」でも展示された。                                                                        |
| 2012年（平成24年） | 『茨のティアラ』                   | 茨の木/越後に眠る       | - 2012年紅白でお披露目予定だったが落選。翌年、自身の50周年記念コンサートで初披露。 - 序盤は緑の照明に照らされた茨（呪縛）の中で歌唱、間奏で照明が変わり高さ最大7mまで上昇、茨はツリー状になり黒いドレスが出現し2番を歌唱する。ここでは「呪縛からの解放」をイメージしたという。終盤では茨がティアラの形になり、横幅は約6m。 - 従来の巨大衣装はNHKホールのステージを想定した大きさだが、地方の公演では完全な大きさでは搬入・お披露目出来ないこともあるため比較的コンパクトなサイズに。 - 2019年、自身の55周年記念台湾公演で2日に渡り披露された（その時の歌唱曲は「千本桜」）。                          |

### NHK みんなのうた
- 風ぐるま（放送時期：1984年8月 - 9月期） 
  - 作詞：やまだごろう、作曲・編曲：宮崎尚志、アニメーション：古川タク＋FLA FRA
- のら猫どらスケの夢（放送時期：1990年4月 - 5月期） 
  - 作詞：榊みちこ、作曲：小林幸子、編曲：たかしまあきひこ、アニメーション：鈴木康彦、小林まこと（キャラクター）

#### テレビドラマ
- くらやみ五段（1965年 - 1966年、NET・東映） - マツゲ
- これが青春だ 第11話「男性飼育法」（1965年、日本テレビ・東宝）
- 特別機動捜査隊（NET・東映）
  - 第313話「佐渡の踊り子」（1967年） - 幸子
  - 第316話「北国の女」（1967年） - 路子・特別出演
  - 第451話「雨の中の慕情」（1970年） - 佐代子
  - 第548話「影を追う女」（1972年） - 珠子
  - 第556話「若い男と女の坂道」（1972年） - 典子
  - 第601話「悪魔のような女」（1973年） - 佐代子
  - 第612話「誘惑の報酬」（1973年） - 洋子
  - 第645話「ある女子大生・異常の愛」（1974年） - 密子 ※小林さち子名義
- 青い太陽（1968年、NET・東映）※主演 - 杉田和世
- お嫁さん（第5シリーズ）（1968年10月 - 1969年3月、フジテレビ / 松竹） - 林田和美
- 刑事くん（第1シリーズ） 第19話「冬の旅・青春の旅」（1972年、TBS・東映）
- プレイガール 第164話「温泉風俗巡査」（1972年、東京12チャンネル・東映） - 咲子
- 荒野の素浪人（第1シリーズ） 第30話「緋剣 三匹の女渡世人」（1972年、NET・三船プロダクション）
- キカイダー01 第35話「振袖娘ビジンダー地獄絵巻」（1974年、NET・東映） - かおる ※小林さち子名義
- 非情のライセンス（第1シリーズ） 第42話「兇悪の新曲」（1974年、NET・東映） ※小林さち子名義 - 糸山陽子
- アイフル大作戦（TBS・東映）
  - 第41話「地震・雷・火事・亭主!日本沈没」（1974年） ※小林さち子名義
  - 第46話 「スキーで婚約殺人旅行」」（1974年） ※小林さち子名義
- 旗本退屈男 第22話「潮風に紅い血が騒ぐ」（1974年、NET・東映東京） ※小林さち子名義
- 水滸伝 第4話「九紋竜の激怒」（1973年、日本テレビ・国際放映）
- 人形左七捕物帳 第25話 - 第34話（1977年、テレビ朝日・東映） - お鈴
- 新五捕物帳 第65話「あした幸せなら」（1979年、日本テレビ・ユニオン映画） - おたか
- 気まぐれ本格派 第9話「ダサイ男の噺」(1977年、日本テレビ・ユニオン映画)
- 銭形平次 第738話「晴れ姿神田祭り」（1980年、フジテレビ・東映） - おさよ
- 大江戸捜査網 第601話「隠密狩り! 殺しに誘う美女」（1983年、テレビ東京・三船プロ、ヴァンフィル） - 水木綾之助（牛尾田綾）
- 遠山の金さん 第65話「二つの顔の女・緋牡丹おりん!」（1983年、テレビ朝日・東映）
- 木曜ドラマストリート「熱血女先生 まるでセンチな乙女のように…」（1986年1月16日、フジテレビ）
- 特別企画「美空ひばり物語」（1989年12月30日、TBS）
- 水戸黄門 第20部 第37話「悲願を秘めた水芸師 -長岡-」（1991年7月22日、TBS・C.A.L） - 瀬川小糸
- 暴れん坊将軍IV SP「隠された壱千万両 家康の埋蔵金を追え!」（1992年、テレビ朝日・東映） - 桔梗
- 大河ドラマ 花の乱（1994年、NHK総合） - ごう
- 裸の大将放浪記 第65話「清と謎の美人絵灯籠」（1994年2月20日、関西テレビ・東阪企画 ） - 田島輝子
- ハロー張りネズミ（1996年、TBS） - 風かほる
- 寺子屋ゆめ指南（1997年、NHK総合） - お吉
- 金曜エンタテイメント（フジテレビ）
  - 「座長花村龍子 こんぴら殺人事件」（1998年、テレパック）※主演 - 花村龍子
- ふたりでタンゴを（1999年、NHK総合） - 梶本ユキ
- はぐれ刑事純情派（テレビ朝日）
  - 第7シリーズ（1994年） - 坂井敏子 役
  - 第13シリーズ（2000年） - 三好真紀 役
- 連続テレビ小説 ほんまもん（2001年 - 2002年、NHK総合） - 田中道代
- OL銭道（2003年、テレビ朝日） - 弁天美智子
- アタックNo.1（2005年、テレビ朝日）
- 火災調査官・紅蓮次郎 第5話「雪が燃える?工場大爆発トリック!・女調査員が見た灰の中の嘘…、燃えない死体と求人情報の謎」（2005年、テレビ朝日・大映テレビ）
- 芸能界風雲録 一寸先は闇（2006年8月1日、日本テレビ） - 胡桃今日子
- 銀座高級クラブママ青山みゆき 第2話「ナニワクラブママ女帝バトル殺人事件」（2007年、テレビ東京） - 増山清美
- 女子刑務所東三号棟8（2008年、TBS）
- BS時代劇 テンペスト（2011年7月 - 9月、NHK BSP） - 花風女将
- 七人の敵がいる!〜ママたちのPTA奮闘記〜（2012年4月 - 6月、東海テレビ） - 上条圭子（PTA会長）
- せいせいするほど、愛してる 第6・9・10話（2016年8月23・9月13・20日） - 栗原鈴子
- 神酒クリニックで乾杯を 第1話（2019年1月12日、BSテレ東） - 椿山晴美 役
- DCU〜手錠を持ったダイバー〜 第7話（2022年3月6日、TBS） - 根岸亜紀 役[40]
- 金曜8時のドラマ 今野敏サスペンス 機捜235×強行犯係 樋口顕 第4話（2023年2月17日、テレビ東京） - 南はる 役[41][42]
- PORTAL-X 〜ドアの向こうの観察記録〜 第2話（2024年1月19日、WOWOW） - 小林幸子（本人） 役[43][44][45]
- コトコト〜おいしい心と出会う旅〜 富山編（2024年冬放送予定、NHK総合・BSP4K）[46]

#### 舞台
- 欄方医お幸奮闘記 命抱きしめて（2004年、新宿コマ劇場）
- かあちゃん（2010年、明治座・御園座）
- 旅館華村・若女将（2012年、御園座）

#### 映画
- 座頭市二段斬り（1965年、大映、勝新太郎主演） - お鶴（子役）
- 酔いどれ博士（1966年、大映、勝新太郎主演）（子役）
- ある殺し屋（1967年、大映、市川雷蔵主演） - みどり（小料理屋の女中）
- 男はつらいよ 拝啓車寅次郎様（1994年） - 小林さち子（歌手）[47][注 11]
- 化粧師 KEWAISHI（2002年） - 飛行機
- デビルマン（2004年） - 隣家の中年女（この映画の出演は本人の意思とは全く関係が無く、「突然呼び出されて何が何だかわからない内に出演する事になった」由のコメントを残している[注 12]。本人のあずかり知らぬ所で動いていたものであるということが露呈した）
- 27℃ 世界一のパン 世界第一麥方（2013年）- パン職人 ※台湾映画
- スーパー戦闘 純烈ジャー（2021年9月10日） - 女王フローデワルサ 役[48]

#### テレビアニメ
- ポケットモンスター（1997年） - ガルーラ、タロウのママ
- ヤッターマン（2008年） - 本人役、ドロンボーメカ「サチコDX」
- Cutie Honey Universe（2018年） - パンサーゾラ[49]
- NHKバーチャルのど自慢（2019年） - バーチャルグランドマザー小林幸子[50]
- バーチャルさんはみている（2019年） - バーチャルグランドマザー小林幸子

#### 劇場アニメ
- 劇場版ポケットモンスター ミュウツーの逆襲（1998年） - ボイジャー
- クレヨンしんちゃん 嵐を呼ぶジャングル（2000年） - ペガサス
- 良寛さん（2003年） - ナレーター
- ミュウツーの逆襲 EVOLUTION（2019年） - ボイジャー[51]
- 小林さんちのメイドラゴン さみしがりやの竜 （2025年） - フェリキタス[52]

#### 吹き替え
- エイセス/大空の誓い（1994年） - アンナ ※ゴールデン洋画劇場版
- トムとジェリーの大冒険（1995年） - フィッグおばさん
- タイタニック（1997年） - マーガレット・“モリー”・ブラウン ※フジテレビ版
- ルイスと未来泥棒（2007年） - ミルドレッド
- KUBO/クボ 二本の弦の秘密（2017年） -  カメヨ[53]
- ホーンテッドマンション（2023年） - マダム・レオタ（ジェイミー・リー・カーティス）[54]

#### バラエティ・情報番組
- 九ちゃん!（1966年、日本テレビ） - レギュラー
- チャンスだピンチだ（1969年4月、NHK総合） - 増田貴光と共に司会
- 料理バンザイ!（テレビ朝日） - 初代アシスタント（1982年4月 - 1983年3月）
- 浅草橋ヤング洋品店（1992年、テレビ東京） - 司会（「店長」）
- 小林幸子のハッピートーク（2010年4月 - 、USEN演歌ステーション）
月曜 - 日曜（隔週更新） 5:00-、11:00-、17:00-、23:00-。
- ボカロ生活（仮）（2014年10月12日 - 、NOTTV）
- ワラッチャオ!「アレンジ演歌道」（2016年4月 - 2017年3月、NHK BSP） - 準レギュラー
- 歌ゥ芸人せぇるすまん〜下町レコード奮闘記〜（パイロット版：2017年12月23日／シーズン1：2018年1月10日 - 2月28日／シーズン2：2018年4月4日 - 5月30日 、テレビ東京） - レギュラー（幸子社長 役）

#### ラジオ
- 小林幸子のあの時この歌（文化放送、スバルプランニング）

#### CM
- 日清食品「冷凍だから、おいしい麺類」[55]「カップヌードル キムチ」
- ピップエレキバン
- 銀盤酒造 清酒銀盤（富山県ローカル）
- マイコール 貼るオンパックス（使い捨てカイロ）
- 本田技研工業「エアウェイブ」（2007年6月 - ）
- アイリスオーヤマ「ECOLUX」（2010年）
- 『マルちゃん 四季物語』（2010年8月「秋のときめき」編のみ。ジェロと共演）
- にゃんこ大戦争（2014年）
- 新潟県・新潟県警察 特殊詐欺被害防止啓発「危険さっち」（2016年）[56]
- 日清食品 カップヌードル（2016年3月30日 - ）
- キリン「氷結」（2016年）[57]
- サントリースピリッツ「-196℃ ストロングゼロ」『スカッとマン』篇（2022年） - CM曲歌唱のみ
- トライアングル少額短期保険株式会社（2022年11月 - ） - イメージキャラクター就任[58]

#### ゲーム
- 娯楽の殿堂（博報堂、1994年）  - 劇場を舞台とした経営シミュレーションゲーム。ゲストキャラとして実名で登場。
- ファンタシースターオンライン2（セガゲームス、2016年） - オンラインRPG。ゲーム内ライブに登場。ゲーム用にオリジナル曲「ヨーコソ・アークス」が書き下ろされた。
- グリモア〜私立グリモワール魔法学園〜（アプリボット、2015年・2016年） - スマホゲームアプリ。2015年12月26日から31日にかけてコラボレーションイベント「みまわり魔法少女！〜カウントダウンは大はしゃぎ〜」を実施し、コラボ限定ストーリーやコラボ限定カードを提供。翌年2016年12月28日から2017年1月4日にかけて対抗戦「ラスボス幸子大参戦〜年末年始もはりきっちゃうわよ?スペシャル〜」や前年に配布したカードの復刻など提供。
- ゴシックは魔法乙女〜さっさと契約しなさい!〜（CAVE、2017年） - 2017年3月10日の公式生放送（ニコニコ生放送、Youtube Live）「ゴシックは魔法乙女にラスボス・小林幸子降臨 緊急会見」にて、2017年3月17日にゲーム内イベントステージでのボスキャラ登場（イベントステージのBGMは本人歌唱、ビートまりお氏アレンジによる「わたしたち魔法乙女です」）及び使い魔キャラクターとしての配信が公表された。